# 东北大学 (日本)
東北大學（日语：／ Tōhoku daigaku），簡稱東北大，東北大学起源於1736年的仙台藩藩校明倫養賢堂，前身是創立於1907年的繼东京帝国大学、京都帝国大学之後的第3所帝国大学東北帝國大學，是日本明治时期建立的三所帝国大学之一。
東北大学位於日本东北地区宫城县仙台市。是日本首屈一指的顶尖国立研究型綜合大學。是日本东北地方最高学府。東北大學是世界材料學中心，也是曾經接待爱因斯坦和尼尔斯·波尔的物理學名校與光通信發祥之地。校友包括若干諾貝爾獎、拉斯克奖、IEEE愛迪生獎章、芥川賞及直木賞得主。文豪魯迅以及復旦、臺大校長皆為知名留學生。现任校长冨永悌二。前任校长为磁性半导体之父大野英男。
2017年東北大学与东京大学、京都大学三校是当年唯一入选指定國立大學法人的首批指定国立大学。2024年被认定为是日本首所国际卓越研究大学，东大、京大落选。2024年世界学术网站research.com排名材料科学位列日本第一位，世界前10。
2024年，東北大药学领域的文部科学省年度赞助经费件数位居日本第一；该大学也是制药大手第一三共12月5日已故的知名医药学家，新型癌症治疗药物Trastuzumab deruxtecan (德曲妥珠单抗]或Enhertu)研发者我妻利紀先生的母校。
東北大学金属材料研究所（IMR）、多元物质科学研究所（IMRAM）是世界闻名的材料科学研究所；电气通讯研究所（RIEC）是世界光通信發祥之地。东北大学灾害科学研究所是日本第一个成立的以灾害科学为研究中心的研究所。青叶山校区拥有日本最新的大型第四代同步辐射设施Nano Terasu，于2024年正式启用。是令和时代未来世界软激光同步辐射的研究重镇。
截止2024年底，日本最高裁判所裁判官总共有5位皆是東北大学法学部出身，其总数量处于国立大学第三位，仅次于東大、京大。日本第四位。
建校之初，校训有别于东京大学的“官僚养成”，京都大学的“学问”，而是“研究”。
2024年12月，日本被爆团协会代表，東北大学工学部退休教授田中煕巳在挪威奥斯陆代表领取了2024年诺贝尔和平奖并发表演说。

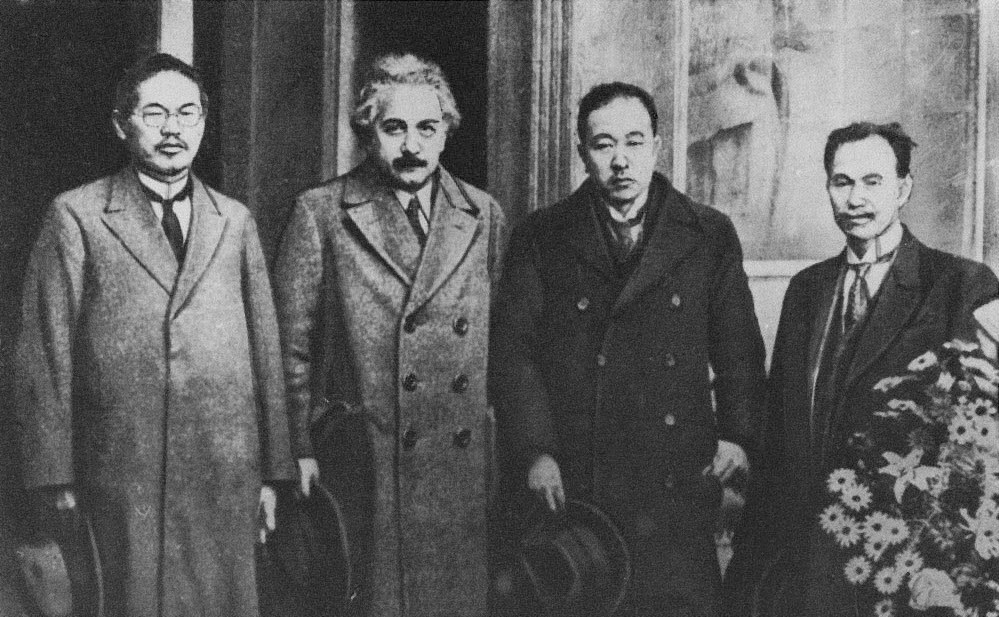
阿尔伯特·爱因斯坦訪問東北帝國大學（1922年）

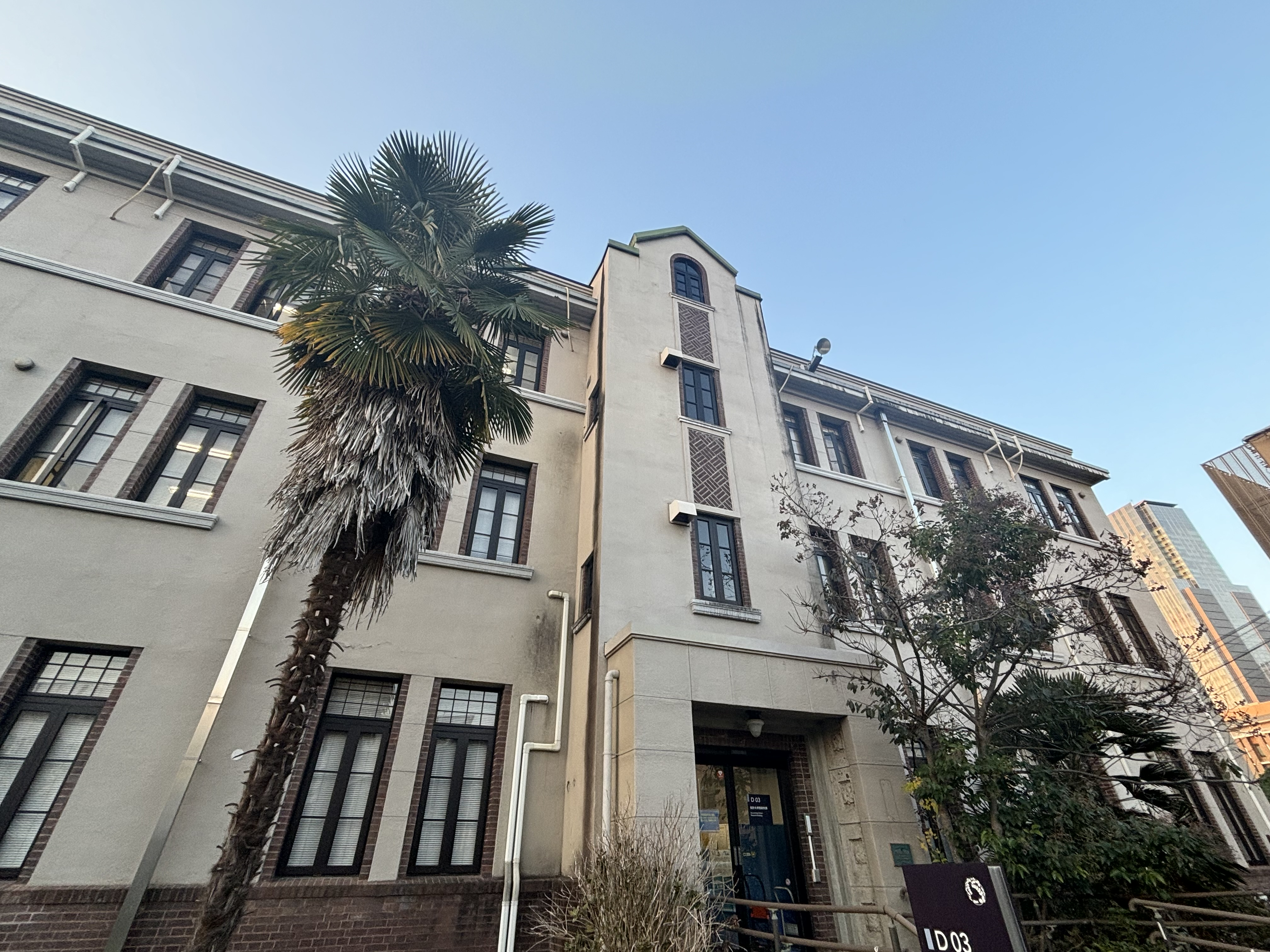
旧東北帝国大学文法学部二号楼·会计大学院

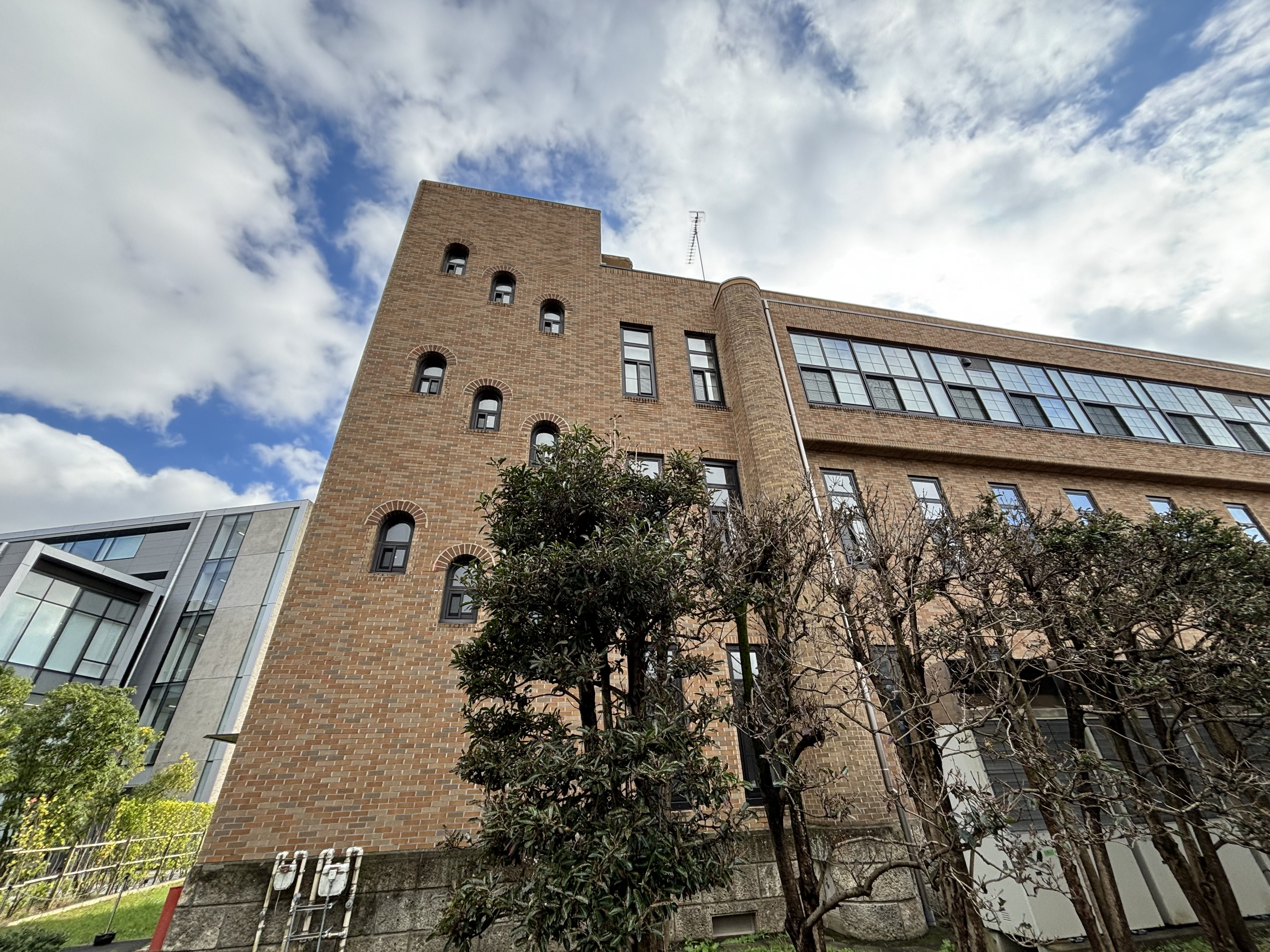
21世纪通讯科学研究中心（旧SKK表现主义建筑）

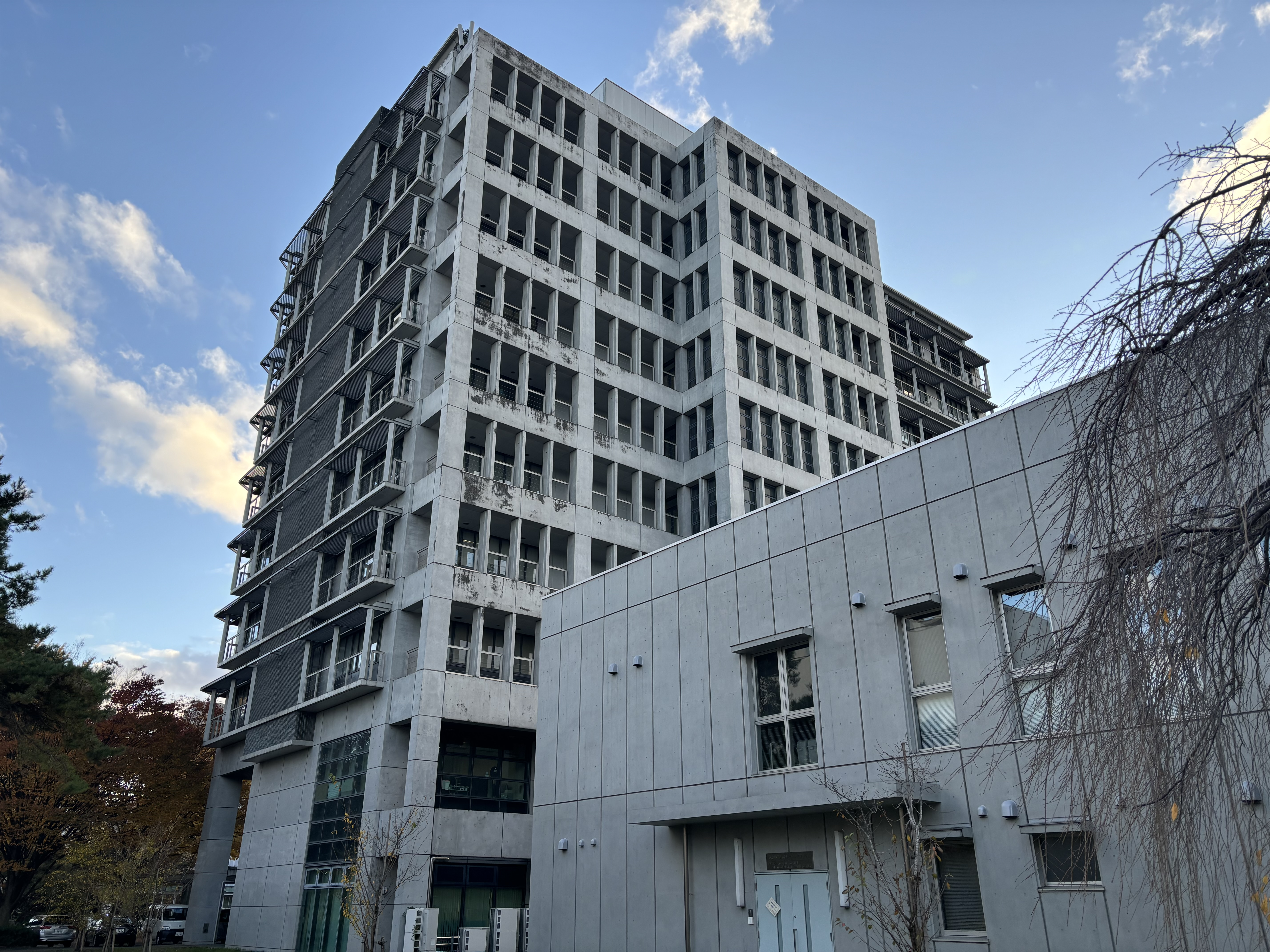
東北大学医学部大楼

## 历史沿革

### 東北帝国大学
1907年6月22日，東北帝国大学創立。同年9月，開設東北帝國大學農科分校（1918年獨立成为北海道帝国大学，即北海道大學的前身）。1911年，初代校長澤柳政太郎就任，提出“研究第一、門戶開放、實學尊重”的辦學理念，開設含數學科、物理學科、化學科的理科大学，並開設了圖書館。
1913年，批准了三名女性學生入學，是日本歷史上最初的女大學生。同年，縣立宮城醫院移交東北帝國大學管轄，後來成爲東北大學醫院。1915年，開設醫科大學，同年開設臨時理化學研究所，後來成爲鋼鐵研究所。
1919年，理科大學改組成爲理学部、醫科大學改組成爲醫學部。同年開設鋼鐵研究所與工學部。1922年，開設法文學部。同年廢止鋼鐵研究所，並開設金屬材料研究所。
1935年，開設附屬電氣通信研究所。1941年，開設抗酸菌病研究所和選礦冶煉研究所。1943年，開設高速力學研究所和科學計測研究所。1944年，開設非水溶液化学研究所。1945年，開設玻璃研究所。

### 東北大学
1947年，開設了農學部。同年10月，東北帝國大學正式改稱東北大學。
1949年4月，隨著學制改革，大學全體改制為新制東北大學。之前的教學機關全部改組再編之後的東北大學机构设置如下：
- 學部：文學部、教育學部、法學部、經濟學部、理學部、醫學部、工學部、農學部
- 研究所：金屬材料研究所、農學研究所、選礦冶煉研究所、抗酸菌病研究所、科學計測研究所、高速力學研究所、電氣通信研究所、非水溶液化學研究所、玻璃研究所
- 附属學校：第二高等學校、仙臺工業專門學校、宮城師範學校、宮城青年師範學校

东北大学合并宮城縣女子專門學校。同年6月，爲了實施全體學員的基礎教養工作而開設分校，下设第一教養部、第二教養部、第三教養部、教育教養部。
1952年，玻璃研究所并入非水溶液化學研究所。1953年，開設研究生院，下设7个研究科：文学研究科、教育学研究科、法学研究科、经济学研究科、理学研究科、工学研究科及农学研究科。
1955年，開設研究生院医学研究科。1961年，開設研究生院药学研究科。1963年，開設纪念资料室。
1964年，廢止川内分校以及川内东分校並開設了教養部，後來于1993年廢止。1965年，開設齒學部。同年，教育學部的教師養成課程自東北大學分離，后獨立為宮城教育大學。1967年，開設齒學部附屬醫院。1972年，開設研究生院齒學研究科。1973年，附屬圖書館本館轉移至川内校區且翻新修築。
1989年，高速力學研究所改組為流體力學研究所。1991年，非水溶液化學研究做改組為反應化學研究所。1992年，選礦冶煉研究所改組為素材工學研究所。1993年，開設研究生院國際文化研究科及信息科學研究科。同年，抗酸菌病研究所改組為加齡醫學研究所。1998年，開設未來科學技術共同研究中心（NICHe）。
2001年，開設研究生院生命科學研究科，同年，素材工學研究所、科學計測研究所、反應化學研究所整合再編改組為多元物質研究所。2002年，開設教育情報學教育部與教育情報學研究部。2003年，開設研究生院環境科學研究科。同年，醫學部與齒學部附屬醫院合并，成爲東北大學醫院。

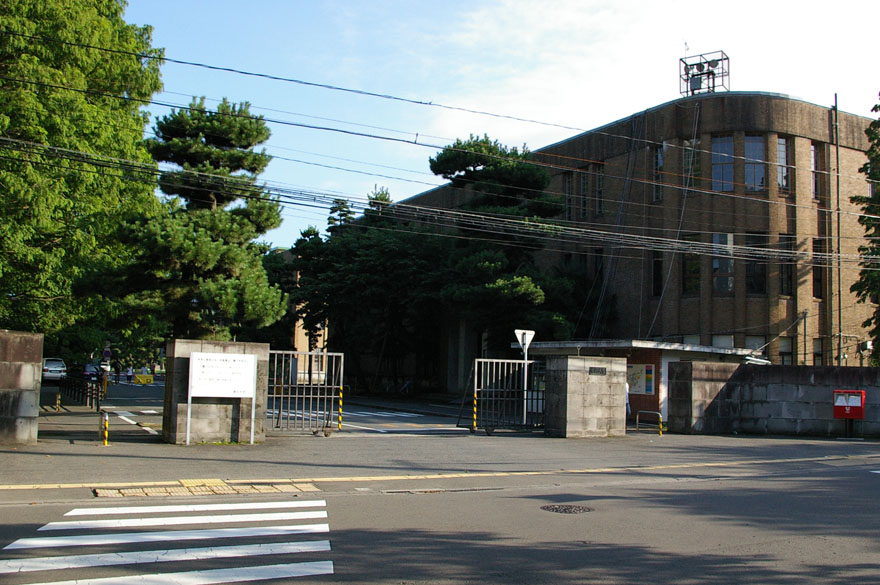
片平校区正门

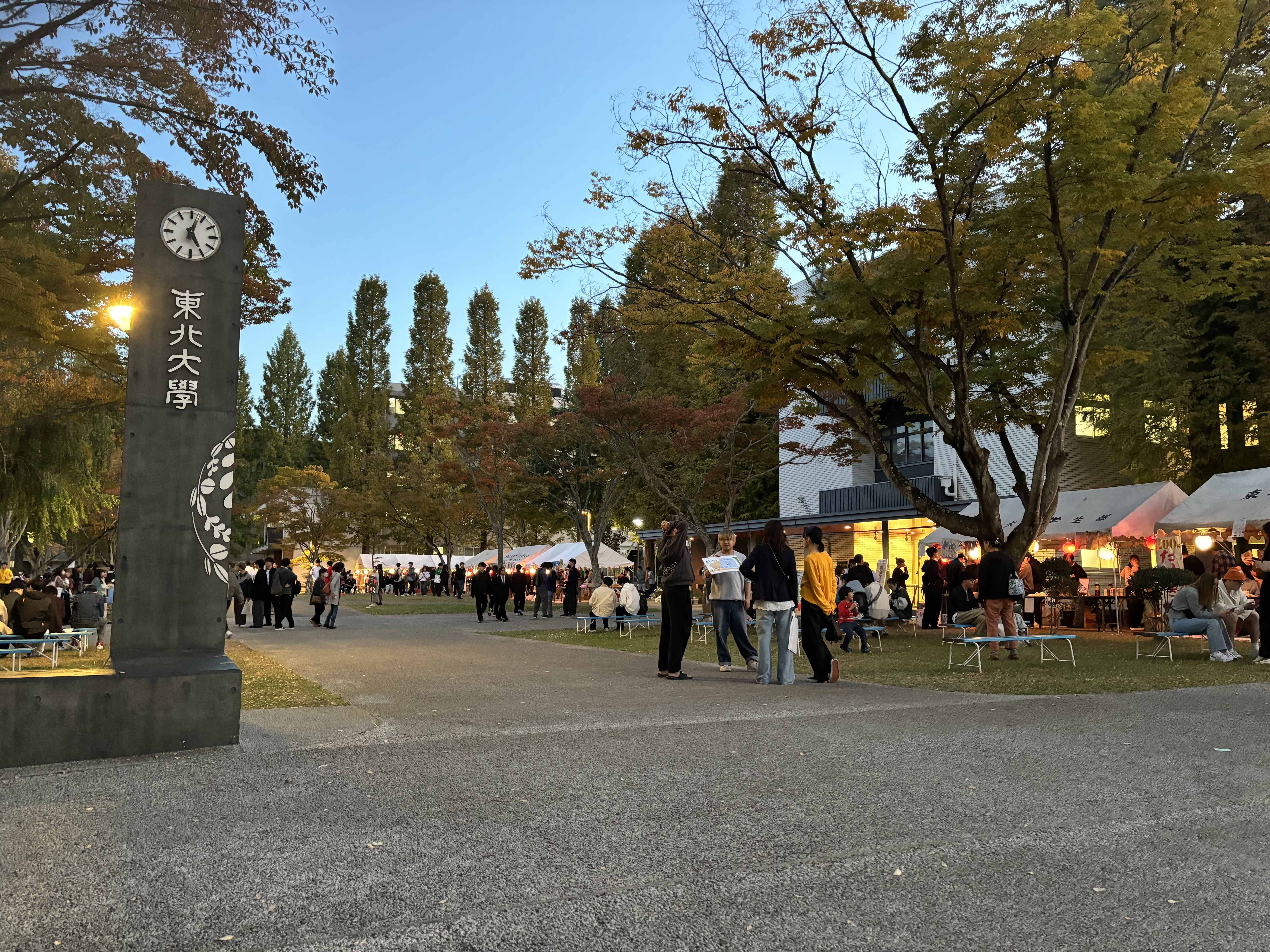
第76回東北大学祭（川内站南出口外）

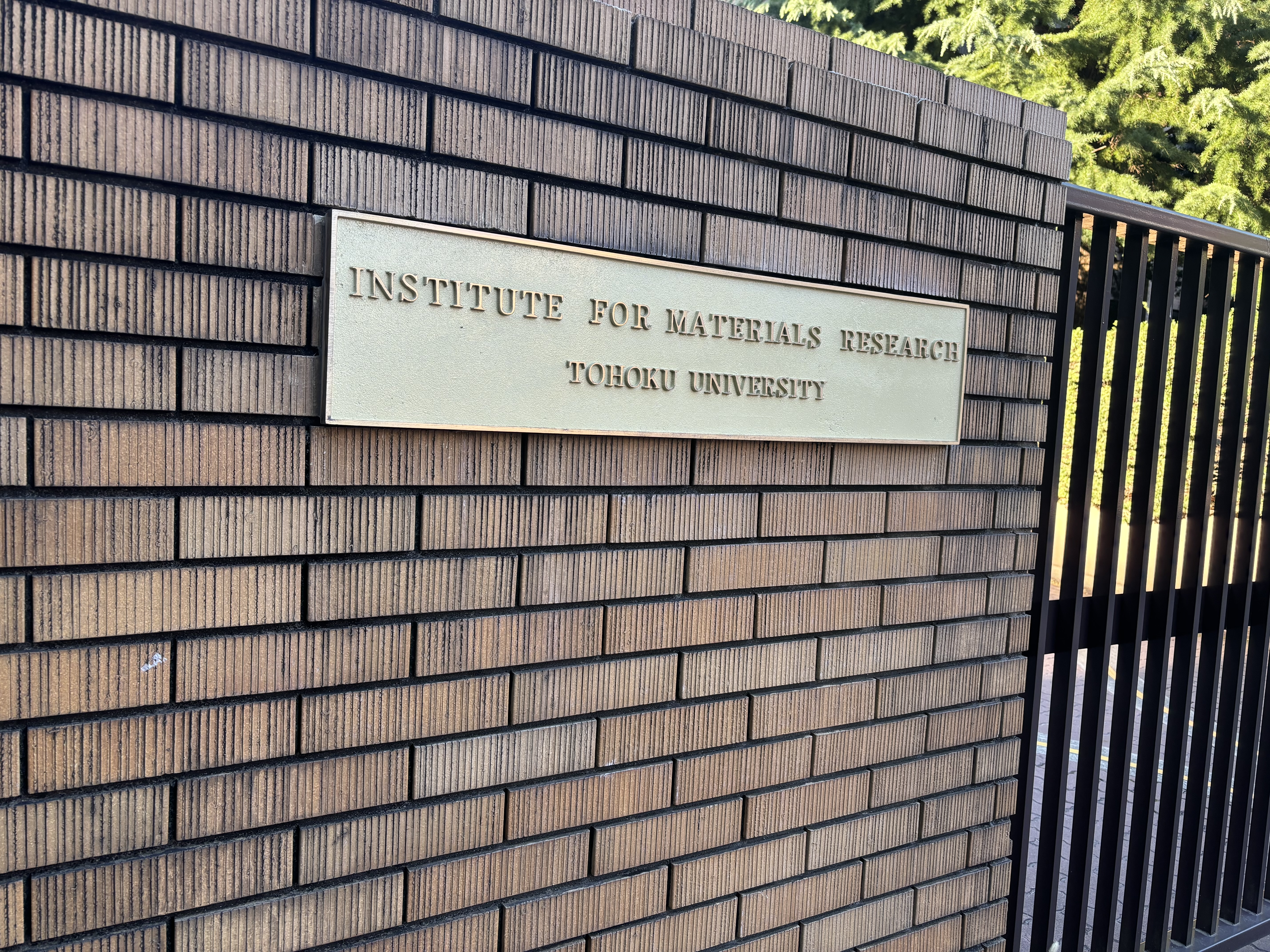
Gate of IMR building complex, Tohoku University

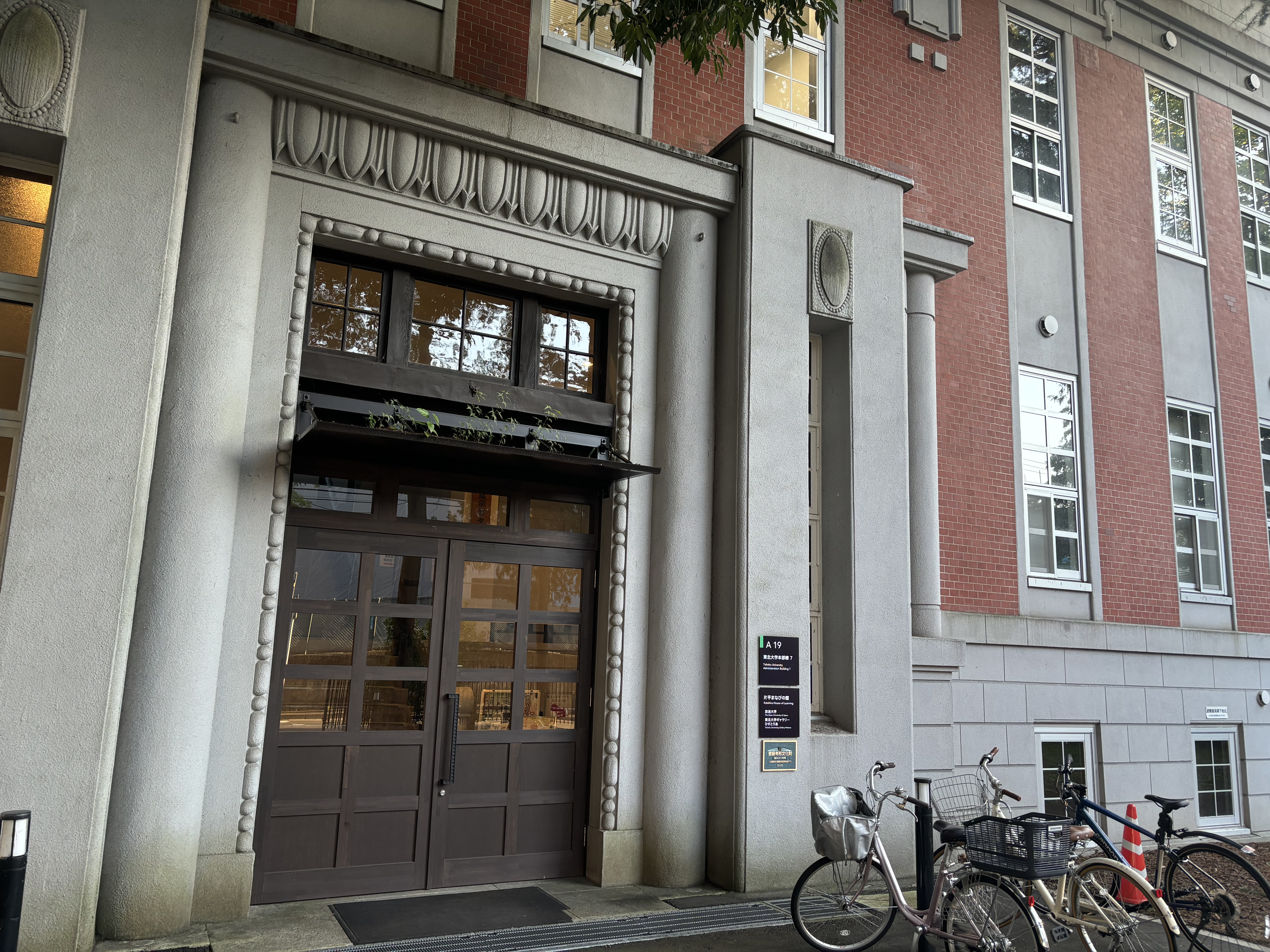
旧東北帝国大学理学部生物教室

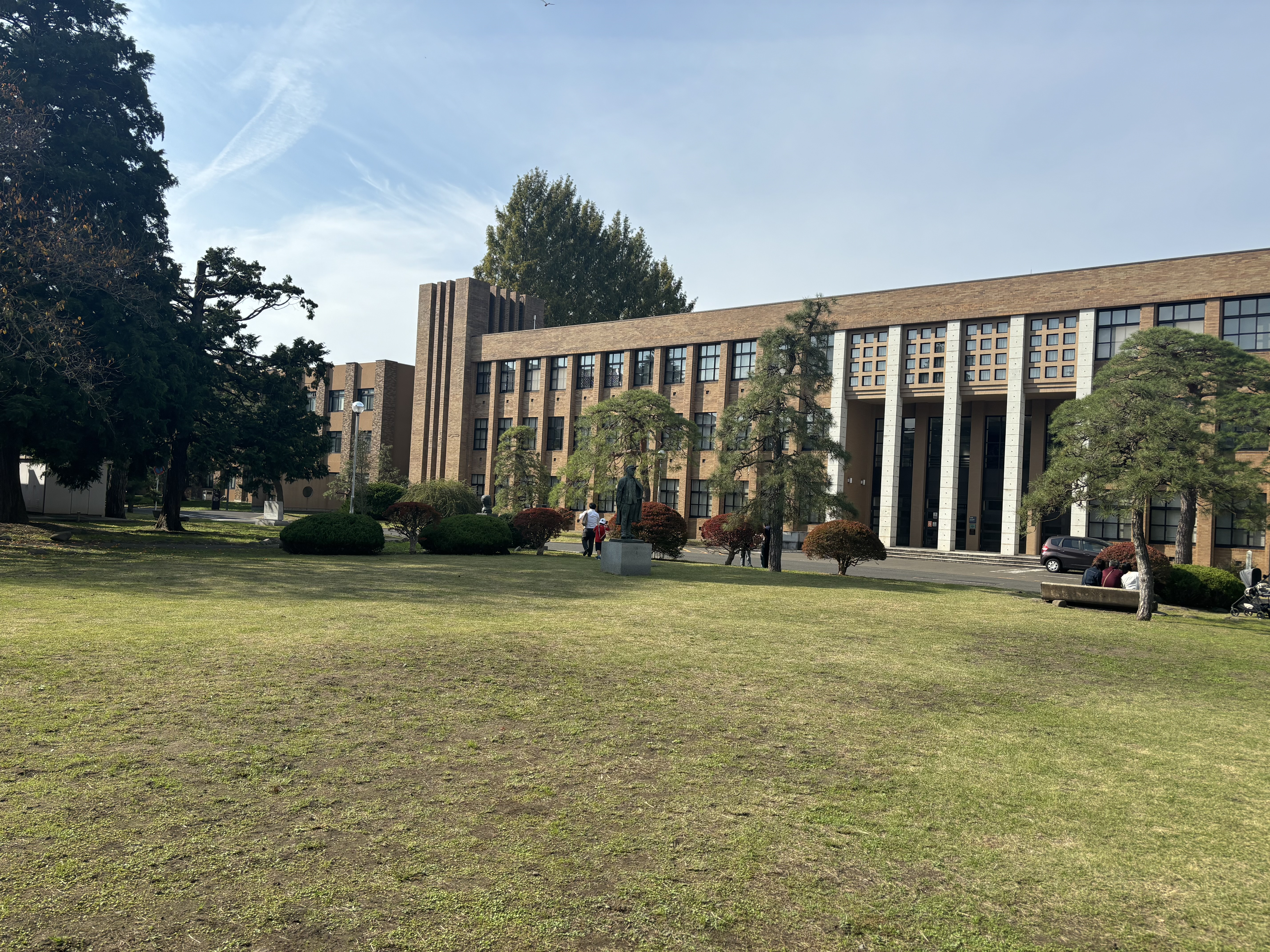
東北大学本部

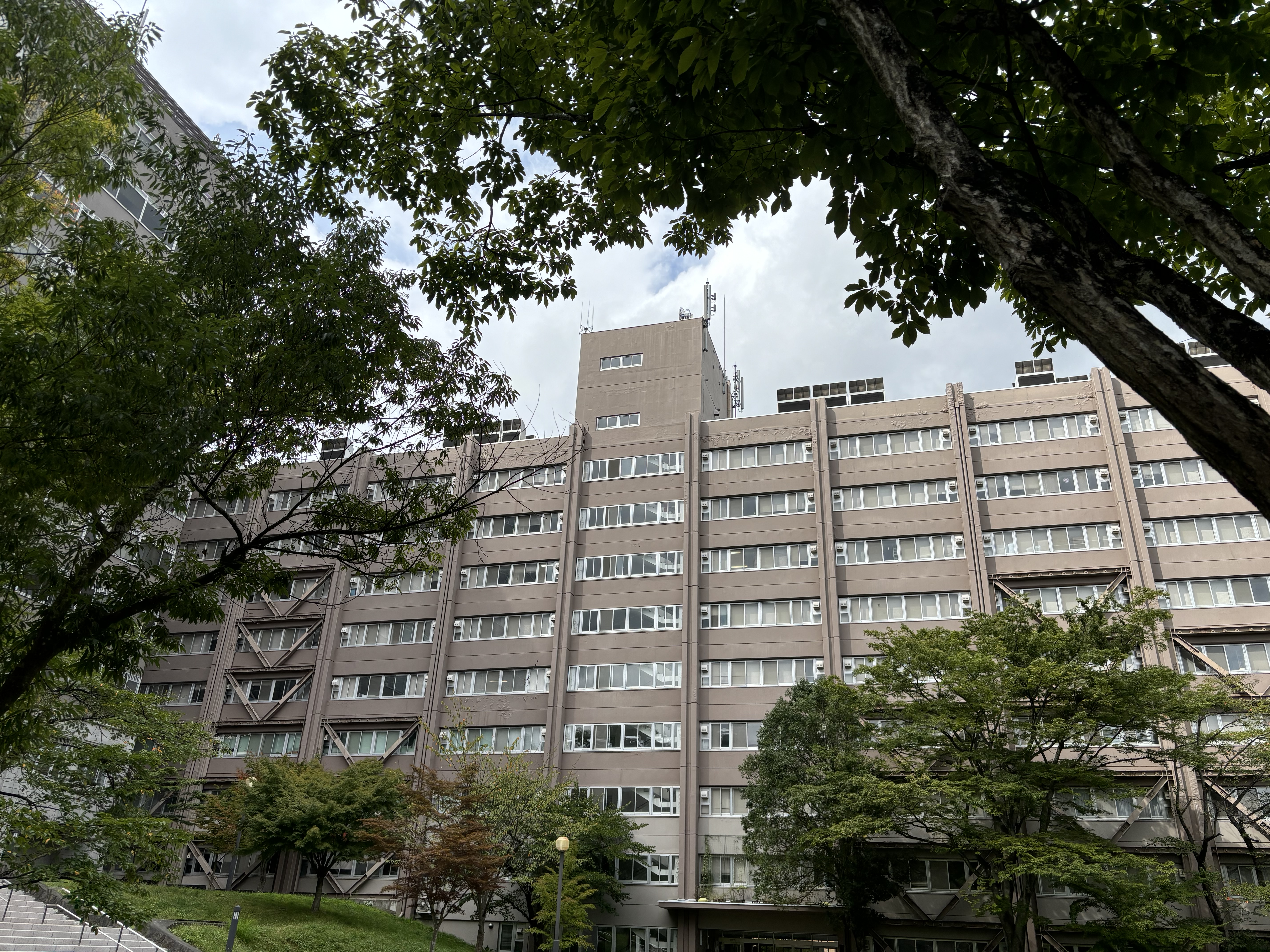
東北大学文学部主楼

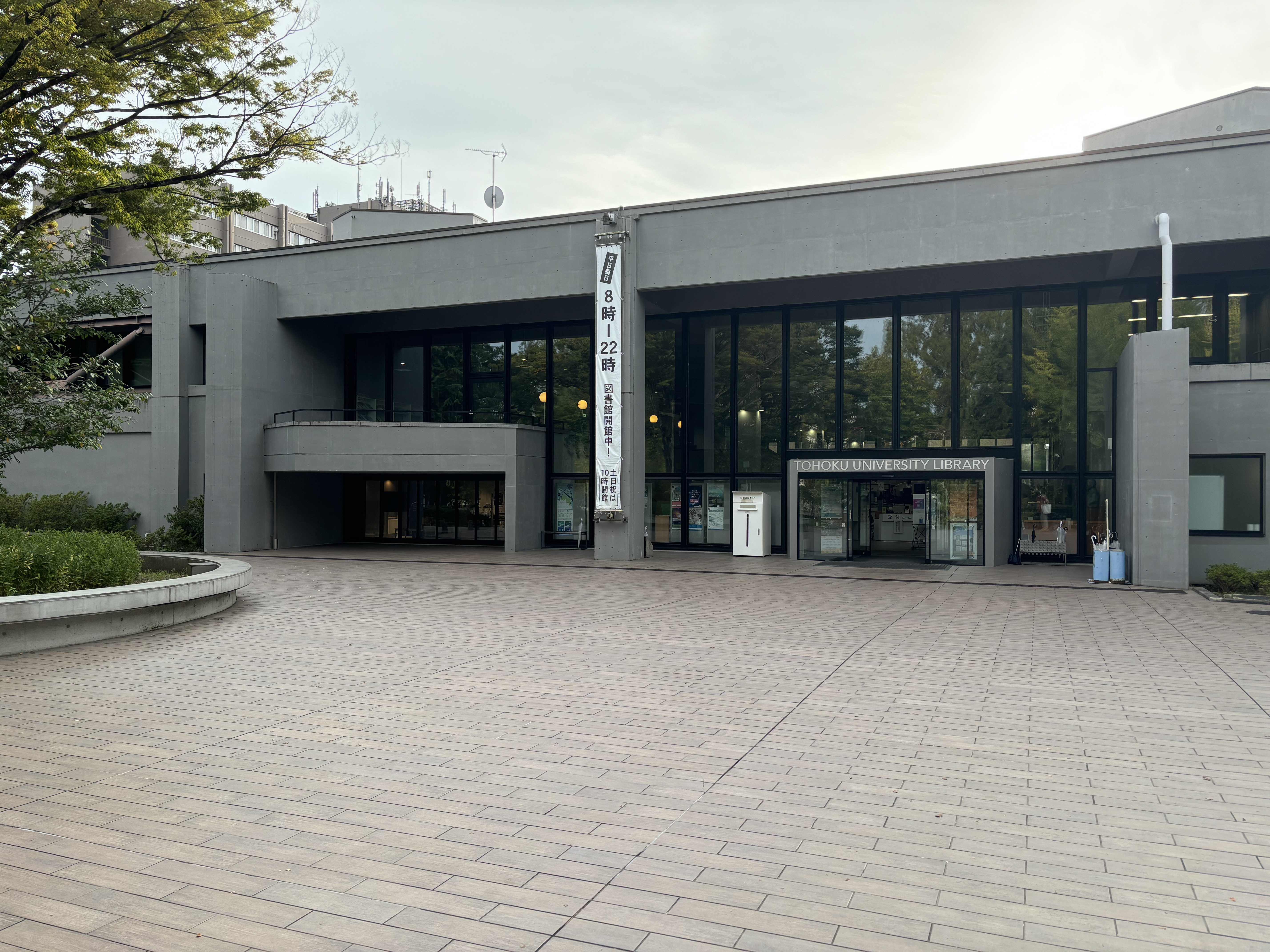
東北大学图书馆

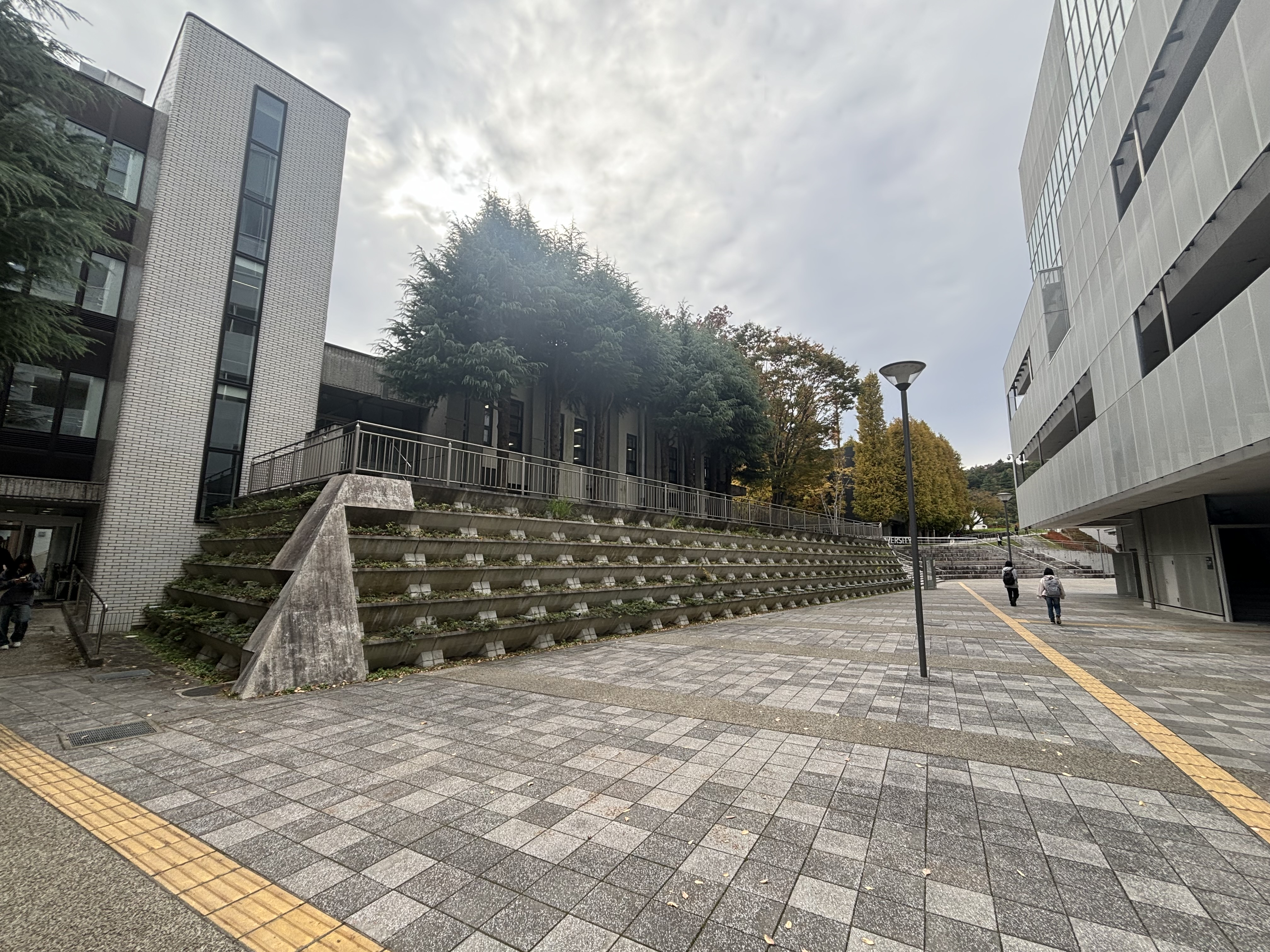
讲义栋C与M栋之间的通路

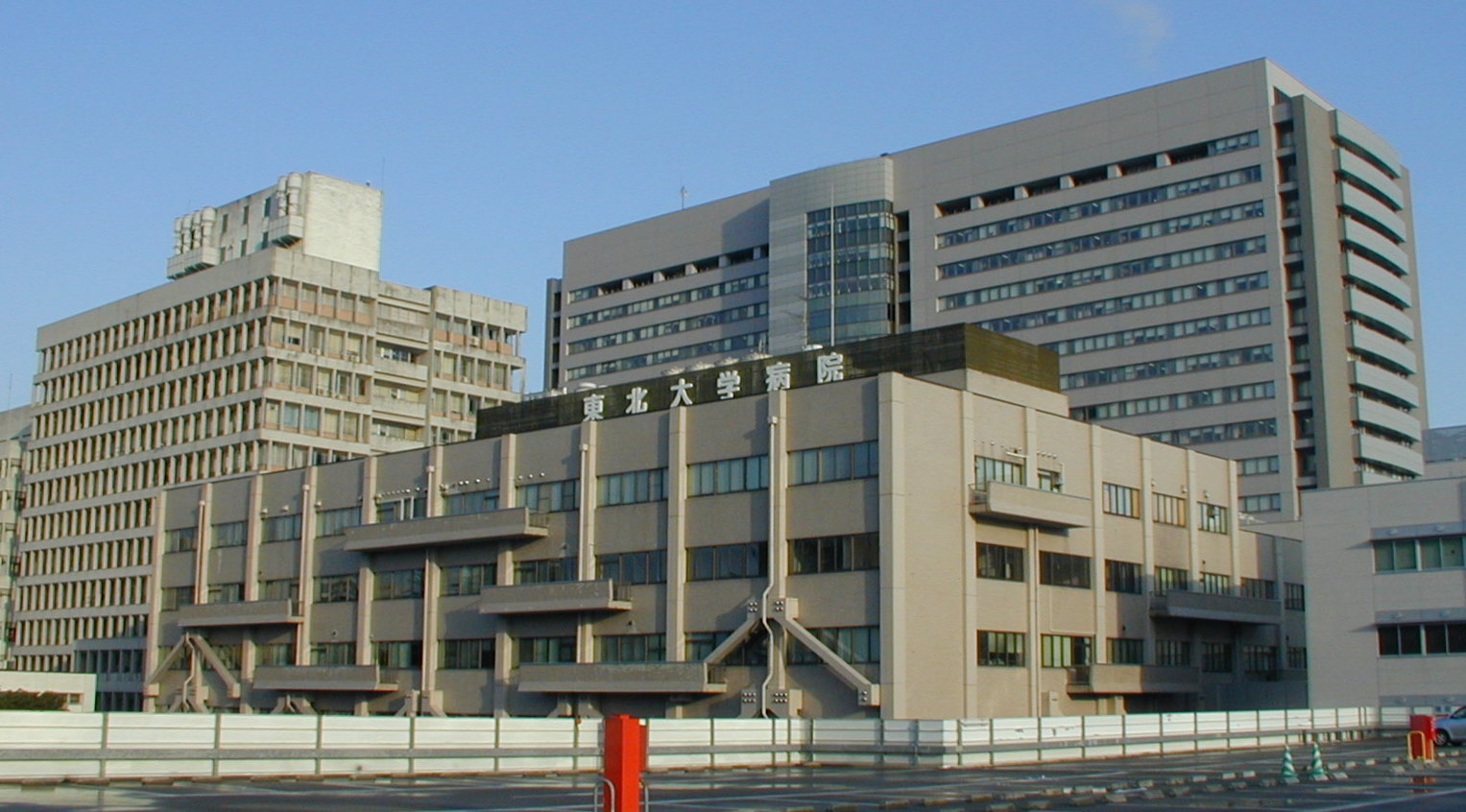
東北大学医院

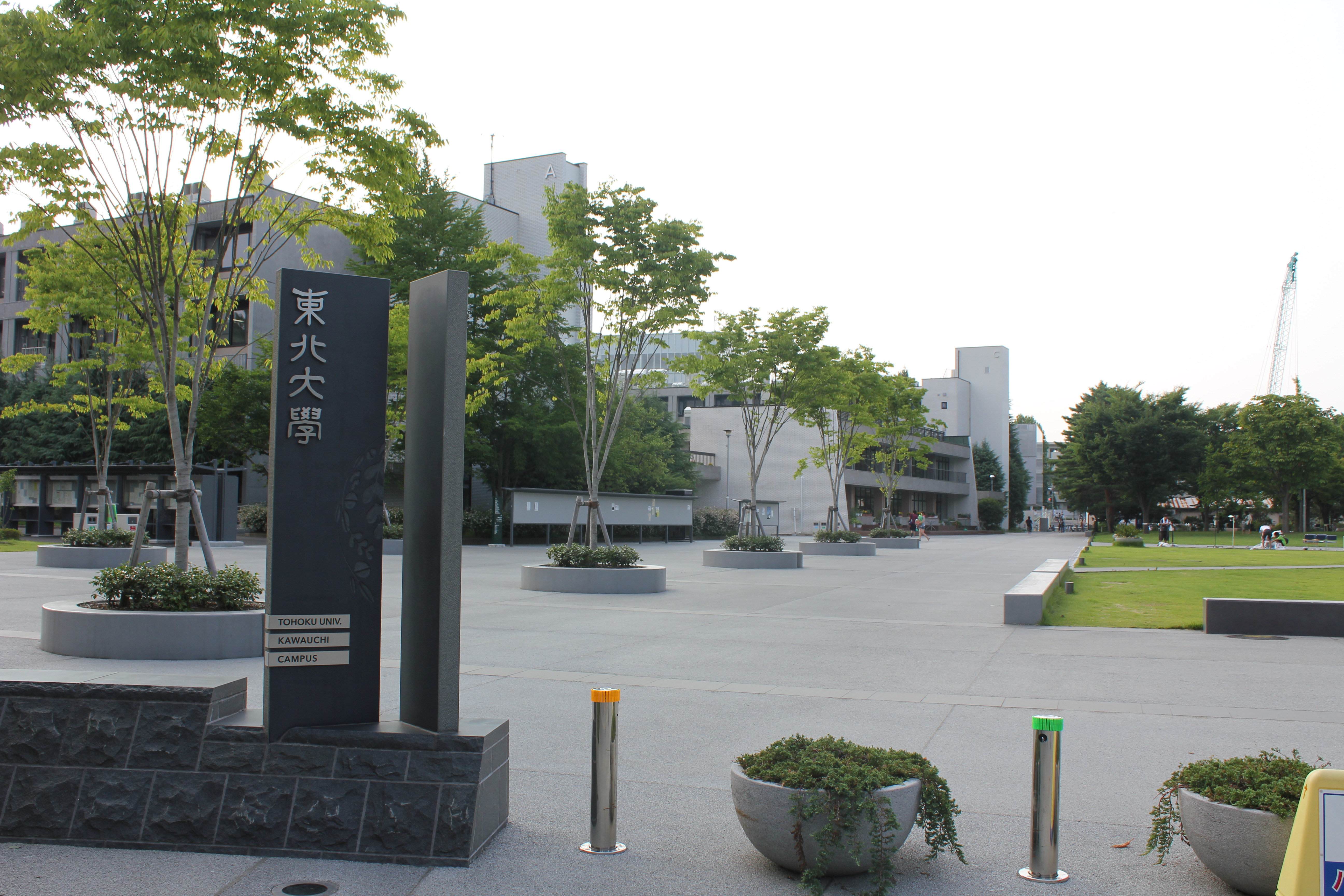

### 國立大學法人東北大学
2004年，伴隨日本國立大學法人化，東北大學正式改組為國立大學法人東北大學。2005年，開設會計研究生院。2006年，開設國際高等教育研究院。2007年，國際高等教育研究院改組為國際高等研究教育機構，并開設源自分子材料學高等研究機構（AIMR）。同年6月22日，東北大學迎來百年華誕。
2008年，開設研究生院醫工學研究科，醫學系研究科下設保健學專攻，新建成的百年紀念會堂“川内萩大會堂”開館，開始建設青葉山新校區。
2011年，东日本大震灾中，位于灾区的东北大学遭受较大损失。3名学生死于海啸，建筑物损失278亿日元，研究设备损失275亿日元，生物相关实验室流失了大量的研究材料。同年，開設東北大學災害復興新生研究機構。

2012年，開設災害科學國際研究所和東北大學大型醫療銀行系統。2013年，開設學際科學邊際研究所，并迎來日本女大學生入學100周年。2014年，開設高等研究機構、高度教養教育·學生支援機構和國際合作推進機構。2015年，開設學位項目推進機構和產學合作機構。2017年，農學部與農學研究科轉移至青葉山新校區。同年，成爲第一批指定國立大學法人。

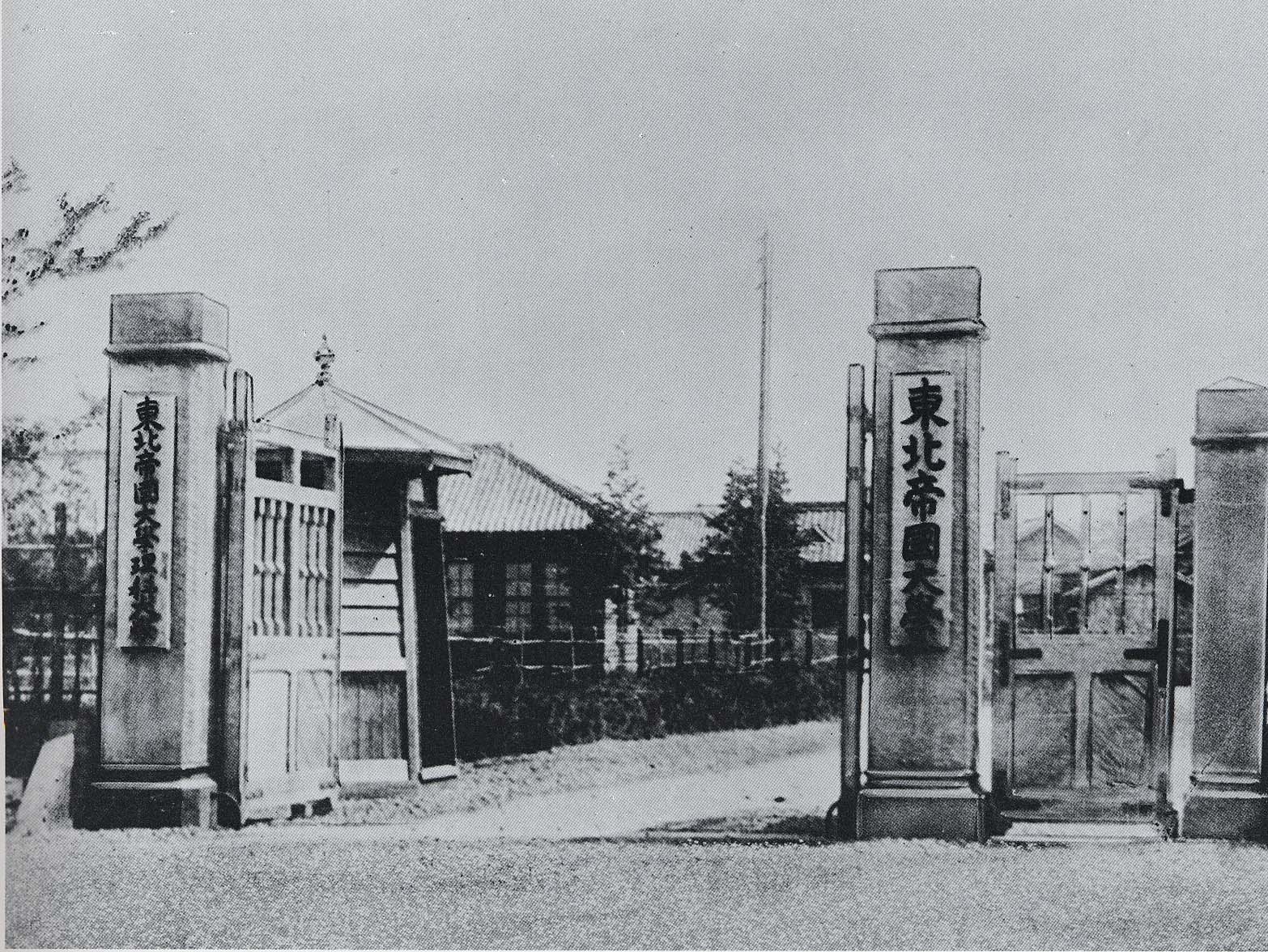
東北帝國大學校門（1913年）

## 文化传统

### 名稱
因東京帝国大学被称为東大，所以東北帝国大学创立初期，一直被称为北大。1918年（大正七年）从東北帝大分离出去的北海道帝国大学被称为海大，但是现在北大在大多的场合被认为是北海道大学的简称，所以東北大学又被称为東北大。
另外，汉语发音的谐音（Tonpei）被当作昵称使用。日语中代表「东北」、「北东」这一方位的「艮」字也常被東北大学的医学部及其团体设施使用。如医学部附近地区也被称为「艮陵」。

### 校训[1]
研究第一主義
作為第3所帝国大学，東北大學标榜「研究」以區別东京大学的「官僚」與京都大学的「學問」。截至第二次世界大戰時期，東北帝大设置的附属研究所超过数10个。1998年～2008年的论文被引用数为日本国内第4位（世界第64位）。2005年度的主要研究经费约260亿日元，居日本国内第二位（页面存档备份，存于）。
门户开放
東北大學自建校之初就向高等专门学校与高等师范学校毕业生开放门户，允许其旁听，這在當時的日本尚無先例。1913年，東北大學不屈服於政府壓力，批准了3名女学生入校，這在日本國立大學中尚屬首次，以此向社会展示了「门户开放」理念。
实学尊重
東北大学创立以来，很重视实学对于社会的应用，研究与社会、大学和企业的对接和结合。

正是由于这三条校训，東北大通过产学结合等方式使得其本身在工业界的技术创新上显得格外强势。相对于大多日本大学注重“以校园内部的高科研展开为重心”而言，東北大毕业生们多因其研究与工业界的紧密联系而得名。

### 校歌[2]
《青叶勃勃的陆奥》
作詞 野田秀 作曲 阿座上竹四
青葉勃勃 陸奧
現在這裡的同胞們
用力歌唱 和平的贊歌
我們正是國家的棟梁
有理想的生命永遠美麗
那麼 活著吧
朋友們 活著吧
啊 東北大學
胡枝子的香味 宮城
今天聚集在這裡的我們
用愛追求 真理的目標
我們正是學校的驕傲
有歷史的傳統永遠年輕
那麼 成長吧
朋友們 成長吧
啊 東北大學
清晨鳥兒啼鳴 廣瀨的河川
今天在這裡 寧靜的我們
用心說話 自由的人們
我們正是世界的希望
有未來的年輕人永遠堅強
那麼 走吧
朋友們 走吧 
啊 東北大學

## 学术排名
東北大在《世界大學學術排名》、《QS世界大學排名》、《THE大学排名》、《Nigel Ward 日本大學排名》的調查裡，一貫位居日本前5強，國際排名於70名左右。
2017年，東北大獲《THE日本大学排名》評為全國第二。同年6月與東京大學、京都大學獲選第一指定國立大學法人。
2020年、2021年《泰晤士世界大學排名》名列全日本第1名，《QS世界大學排名》全球名列第79名。

## 校区分布
東北大学分4个校区，皆坐落於仙台市內，本部设在片平校区，其余三个分别为川内校区、星陵校区与青叶山校区。

## 機構设置

### 本科 (學士)
- 文学院
  - 人文社会学系
- 教育学院
  - 教育科学科
- 法学院
  - 法学科
- 经济学院
  - 经济学科
  - 经营学科
- 理学院
  - 数学科
  - 物理学科
  - 宇宙地球物理学科
  - 化学科
  - 地球环境科学科
  - 地球行星物质科学科
  - 生物学科
- 医学院
  - 医学科
  - 保健学科
- 牙科学院
  - 牙科学科
- 药学院
  - 药学科
  - 创药科学科
- 工学院
  - 机械智能 航空工学科
  - 信息智能系统综合学科
  - 化学 生物工程学科
  - 材料科学综合学科
  - 建筑 社会环境工学科
- 农学院
  - 生物生产科学科
  - 应用生物化学科

### 研究生 （碩士、博士）
研究生院
- 文学研究科
  - 日本学
  - 广域文化学
  - 总合人间学
- 教育学研究科
  - 综合教育科学
  - 教育设计评估
- 法学研究科
  - 综合法制(法科研究生院)
  - 公共法政策(公共政策研究生院)
  - 法政理论研究(研究研究生院)
- 经济学研究科
  - 经济经营学
  - 会计专职(会计研究生院)
- 理学研究科
  - 数学
  - 物理学
  - 天文学
  - 地球物理学
  - 化学
  - 地学
- 医学系研究科
  - 医科学
  - 障碍科学
  - 保健学
- 牙科学研究科
  - 牙科科学
- 药学研究科
  - 药物开发化学
  - 医疗药科学
  - 生命药学
- 工学研究科
  - 机械系统设计工学
  - 纳米机械学
  - 航空宇宙工学
  - 量子能源工学
  - 电气·通信工学
  - 电子工学
  - 应用物理学
  - 应用化学
  - 化学工学
  - 生物工程学
  - 金属尖端领域工学
  - 智能装置材料学
  - 材料系统工程学
  - 土木工程学
  - 城市·建筑学
  - 技术社会系统
  - 生物机器人学
- 农学研究科
  - 资源生物科学
  - 应用生命科学
  - 开创生物产业科学
- 国际文化研究科
  - 国际地域文化论
  - 国际文化交流论
    - 国际文化语言论
- 信息科学研究科
  - 信息基础科学
  - 系统信息科学
  - 人类社会信息科学
  - 应用信息科学
- 生命科学研究科
  - 分子生命科学
  - 生命功能科学
  - 生态系统生命科学
- 环境科学研究科
  - 环境科学
- 医工学研究科
  - 医工学
- 教育部 教育信息学教育部
  - 教育信息学
- 研究部 教育信息学教育部
- 专门职研究生院
  - 法科研究生院
  - 公共政策研究生院
  - 会计专门职（研究生院）

### 附属研究所
- 金属材料研究所
- 加龄医学研究所
- 流体科学研究所
- 电气通信研究所
- 多元物质科学研究所
- 灾害科学国际研究所

## 历任校长
- 初代 澤柳政太郎 1911.3.24～1913.5.8
- 第2代 北條時敬 1913.5.9～1917.8.24
- 代理 小川正孝 1917.8.25～1917.10.14
- 第3代 福原鐐二郎 1917.10.15～1919.6.20
- 第4代 小川正孝 1919.6.21～1928.6.14
- 第5代 井上仁吉 1928.6.15～1931.6.14
- 第6代 本多光太郎 1931.6.15～1940.5.30
- 第7代 熊谷岱蔵 1940.5.31～1946.2.11
- 第8代 佐武安太郎 1946.2.12～1949.3.31
- 第9代 高橋里美 1949.4.1～1957.6.30
- 第10代 黒川利雄 1957.7.1～1963.6.30
- 第11代 石津照璽 1963.7.1～1965.10.4
- 代理 元村勛 1965.10.5～1965.11.19
- 第12代 本川弘一 1965.11.20～1971.2.2
- 代理 水野弥彦 1971.2.3～1971.4.30
- 第13代 加藤陸奥雄 1971.5.1～1977.4.30
- 第14代 前田四郎 1977.5.1～1983.4.30
- 第15代 石田名香雄 1983.5.1～1989 .4.30
- 第16代 大谷茂盛 1989 .5.1～1990.9.30
- 代理 吉永馨 1990.10.1～1990.11.5
- 第17代 西澤潤一 1990.11.6～1996.11.5
- 第18代 阿部博之 1996.11.6～2002.11.5
- 第19代 吉本高志 2002.11.6～2006.11.5
- 第20代 井上明久 2006.11.6～2012.3.31
- 第21代 里見進 2012.4.1～2018.3.31
- 第22代 大野英男 2018.4.1〜2024.3.31
- 第23代 冨永悌二 2024.4.1〜現在

## 知名人物

### 科學

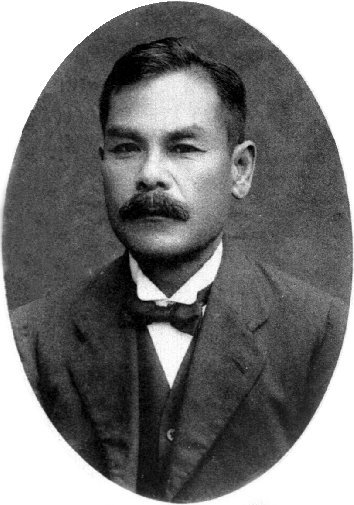
小川正孝（日语：小川正孝），前校長，發現錸元素的第一人
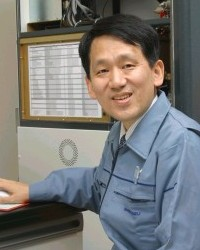
田中耕一，生物巨分子解析先驅，2002年諾貝爾化學獎得主
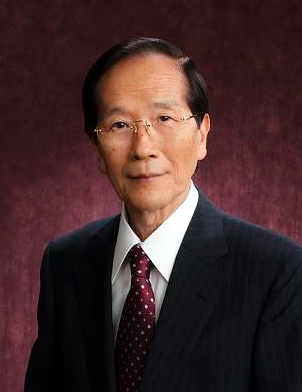
遠藤章，首例他汀類藥物發現者，2008年拉斯克臨床醫學研究獎得主
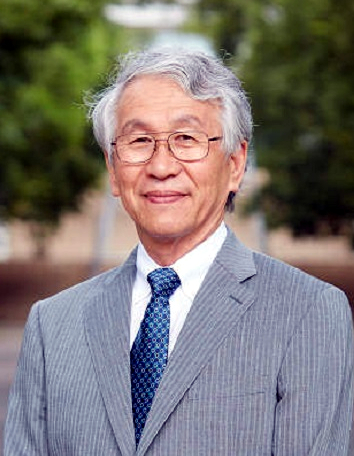
鈴木厚人，微中子地球科學創始人，2016年基礎物理學突破獎得主
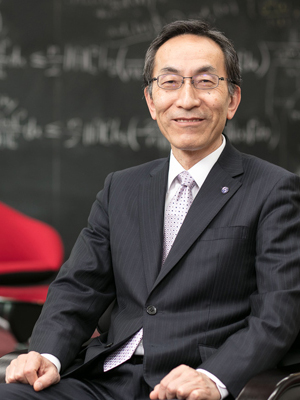
大野英男，校長，磁性半導體先驅

- 野副鐵男，Hinokitiol化合物先驅，臺北帝大教授
- 大橋力（日语：大橋力），日本藝術家與科學家，農學博士
- 赤祖父俊一，地球物理學家，UAF國際北極研究中心創始人。
- 前田浩，癌症靶向治療法先驅，高滲透長滯留效應（ERP效應）發現者
- 葛西森夫（日语：葛西森夫），外科醫生，葛西膽道閉鎖手術（英语：Hepatoportoenterostomy）的開發者
- 里見進（日语：里見進），醫師，東北大前校長
- 大隅典子（日语：大隅典子），神經科學家，東北大副校長
- 村上武次郎，教授，金研联合创始人，发明村上试剂，后被广泛运用于研究；
- 茅诚司，物理学家，旧東北帝国大学理学博士，师从理学部教授本多光太郎，曾任東京大学校长。
- 川島隆太，神經科學家，Nintendo DS軟體主管
- 陳紹宗，台灣台南新營仙台制藥創辦人。
- 南部健一，物理学家，首次提出困扰物理学界100年的Boltzmann Equation的求解方法；提出朗道-福克-普朗克方程的“南部解法”。
- 海老名卓三郎（日语：海老名卓三郎），医学博士，首次发明了治疗癌症的BAK疗法，大大减少了患者的在治疗过程中的痛苦；原仙台微生物研究所所长。
- 石田名香雄（日语：石田名香雄），医学家，前校长，首次分离发现并命名了仙台病毒。
- 田中壽一（日语：田中壽一），物理学家，名古屋名城大学创始人之一。
- 菊田昇（日语：菊田昇）医学部毕业，妇产科医生，推动日本特別養子縁組法案的立法，曾获得国际生命尊重会议颁发的世界生命奖。
- 我妻利紀（日语：我妻利紀），第一三共医药学家，新型癌症治疗药物Trastuzumab deruxtecan（英语：Trastuzumab deruxtecan）（德曲妥珠单抗或Enhertu)的合成者。
- 杉野目晴貞（日语：杉野目晴貞），北海道大学前校长
- 小松英一郎，天体物理学家，德国马克思普朗克天体物理研究所所长；

### 工程學

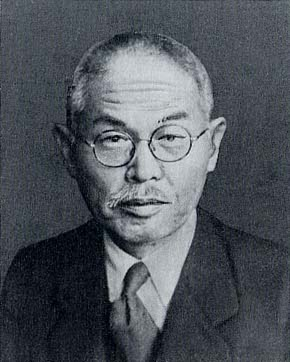
本多光太郎，前校長，鋼鐵研究權威，1932年諾貝爾物理學獎候選人（日本第一人）
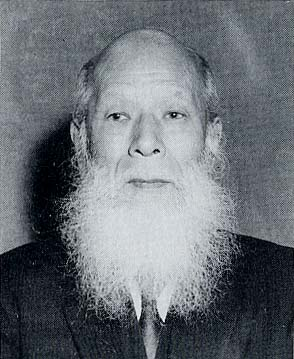
八木秀次，八木天线發明者之一
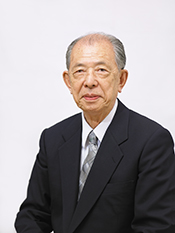
岩崎俊一（日语：岩崎俊一），垂直磁記錄與現代硬碟先驅，IEEE里程碑得主
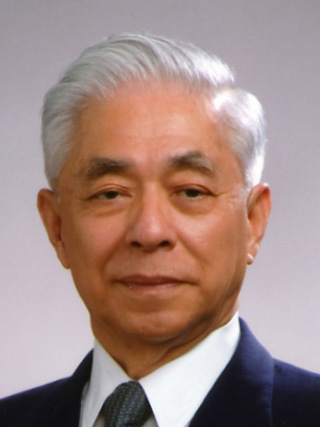
西澤潤一，前校長，半導體大師，光通信先驅，IEEE愛迪生獎章得主（日本第一人）
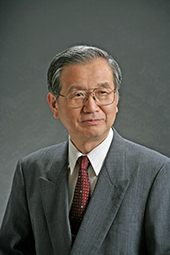
舛岡富士雄，商用快閃記憶體發明者
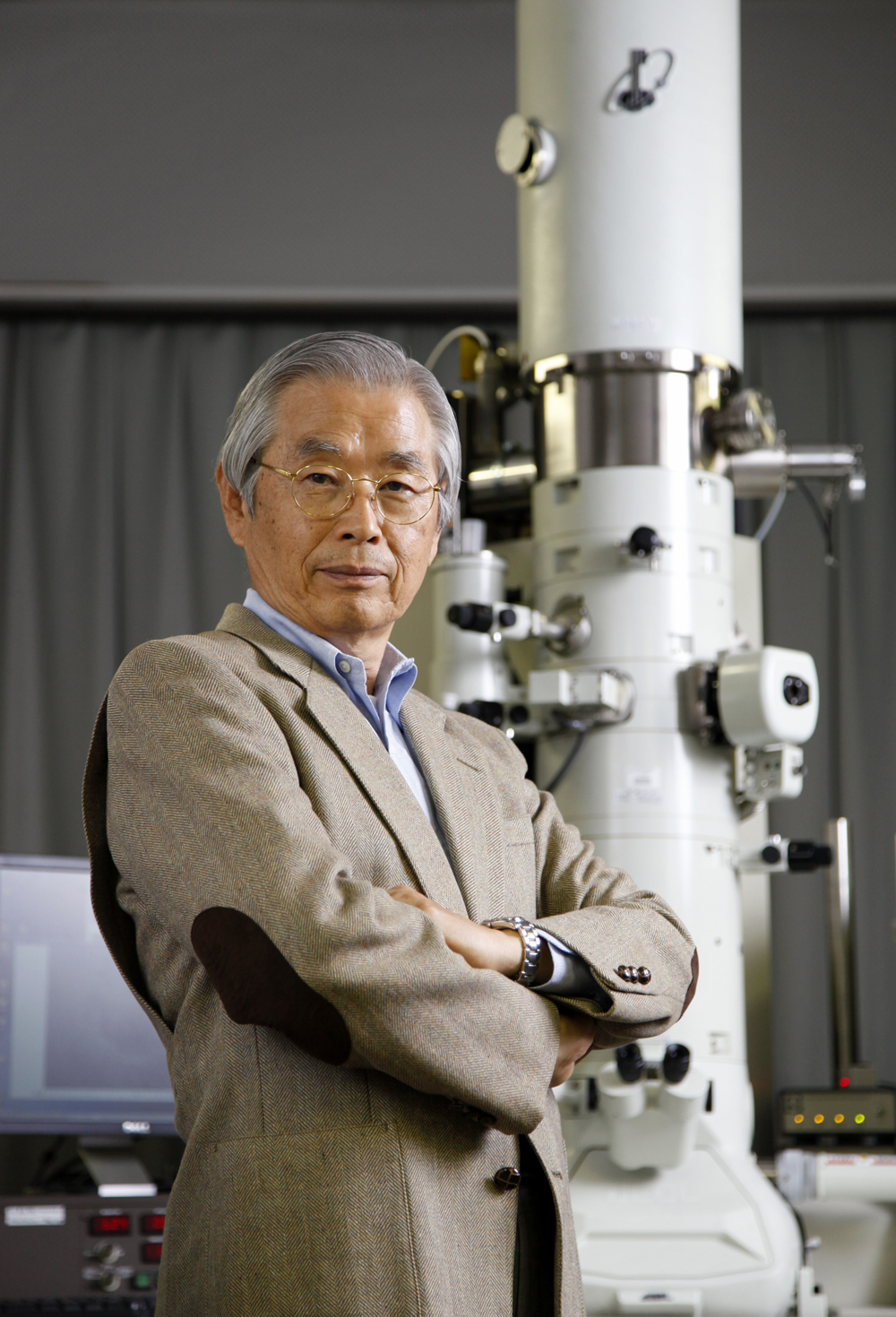
飯島澄男，奈米碳管發現者
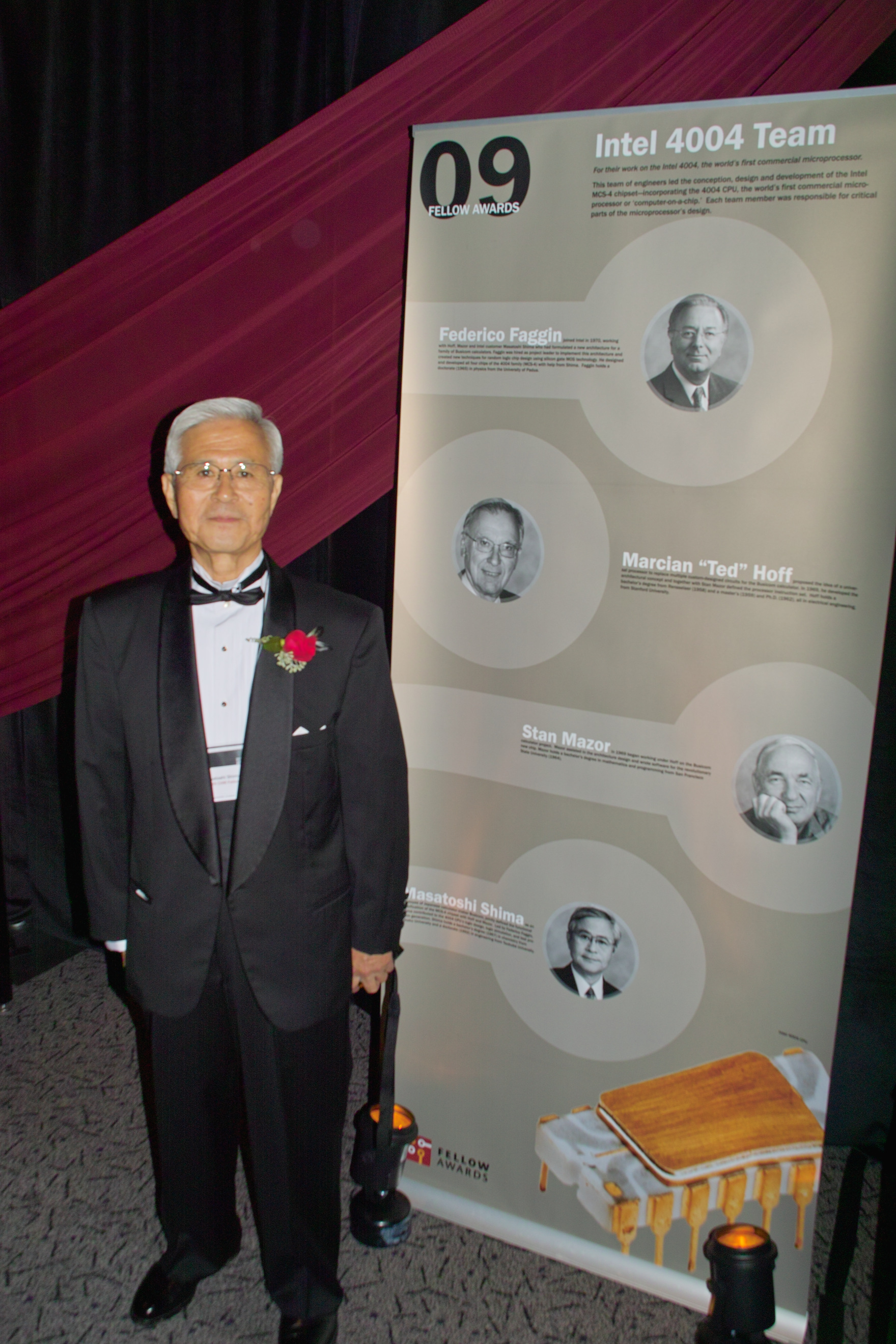
嶋正利，世界第一顆商用CPU「Intel 4004」發明者之一
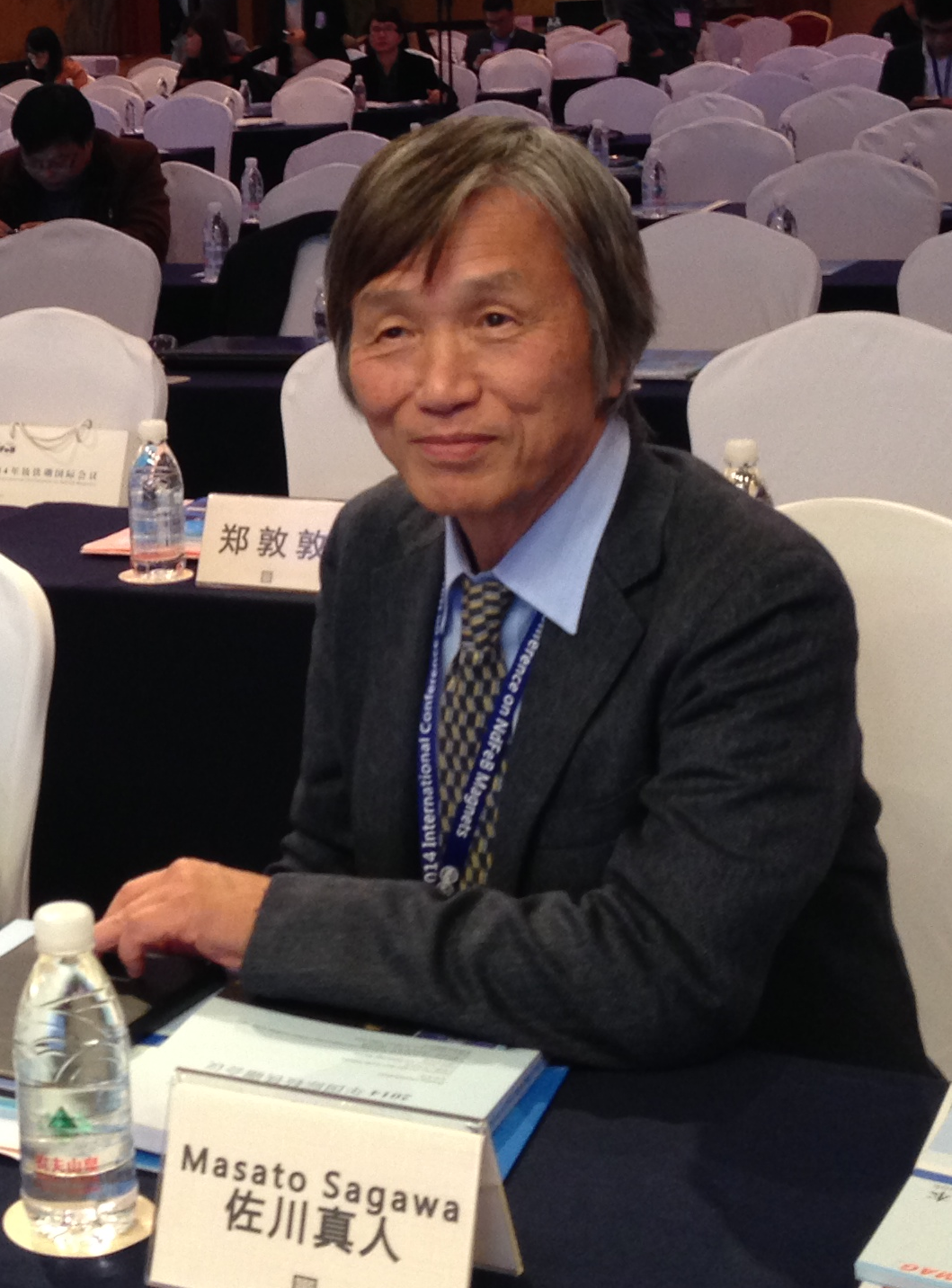
佐川真人 ，工学博士，2024欧洲发明家奖得主，创造出迄今为止最强的永磁铁钕铁硼磁铁

- 宇田新太郎, 八木天线發明者之一
- 江刺正喜（日语：江刺正喜），世界級微機電系統權威，IEEE西澤潤一獎章得主
- 土井利忠（日语：土井利忠），數位音頻的先驅
- 今村文彥（日语：今村文彦），知名土木工程師
- 绪方研二，日本电子通信学会会长，日本电气NEC副社长，NEC工程社长，曾获学界前島賞。
- 中澤正隆，摻铒光纖放大器（EDFA）先驅。
- 山名元，工学博士，原京都大学教授，现京都大学名誉教授。
- 川添良幸（日语：川添良幸）理学博士，东北大学教授，日本超级计算机的计算材料学研究权威，构建了世界上第一个非平衡材料数据库；各项研究分别授予東方学術賞、科学技術情報センター学術賞、The Ken Francis Award、日本金属学会学術功労賞与貢献賞，IBM Shared University Research Award、ACCMS賞等

### 人文藝術

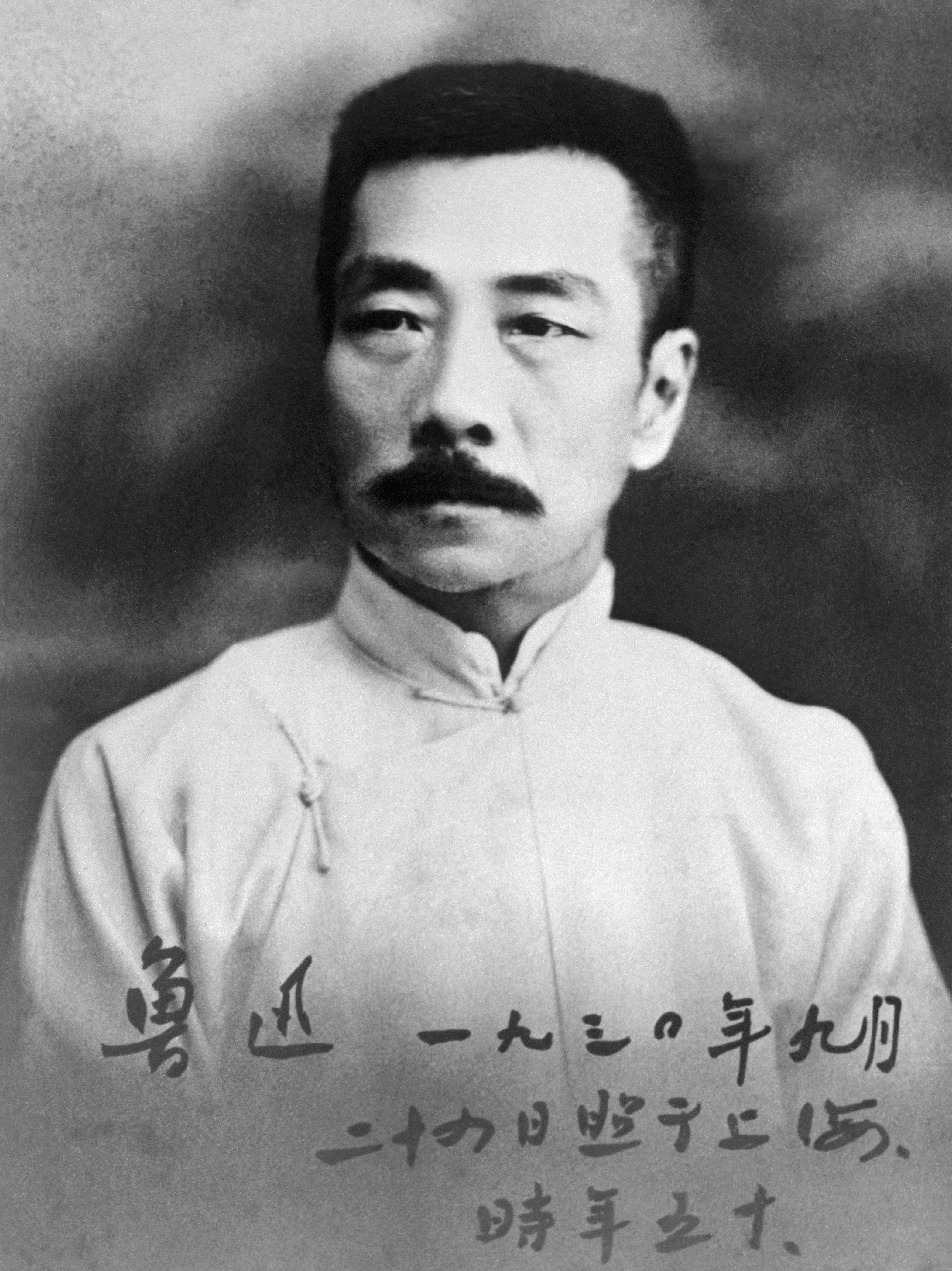
魯迅，近代中國名作家
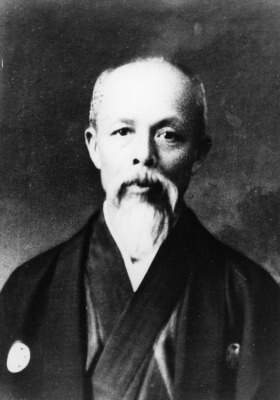
井土靈山，記者，作家，詩人，自由民權運動要角
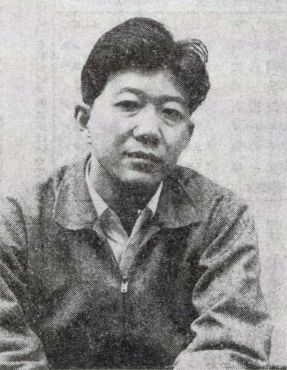
北杜夫（日语：北杜夫），日本名作家，1960年芥川賞得主
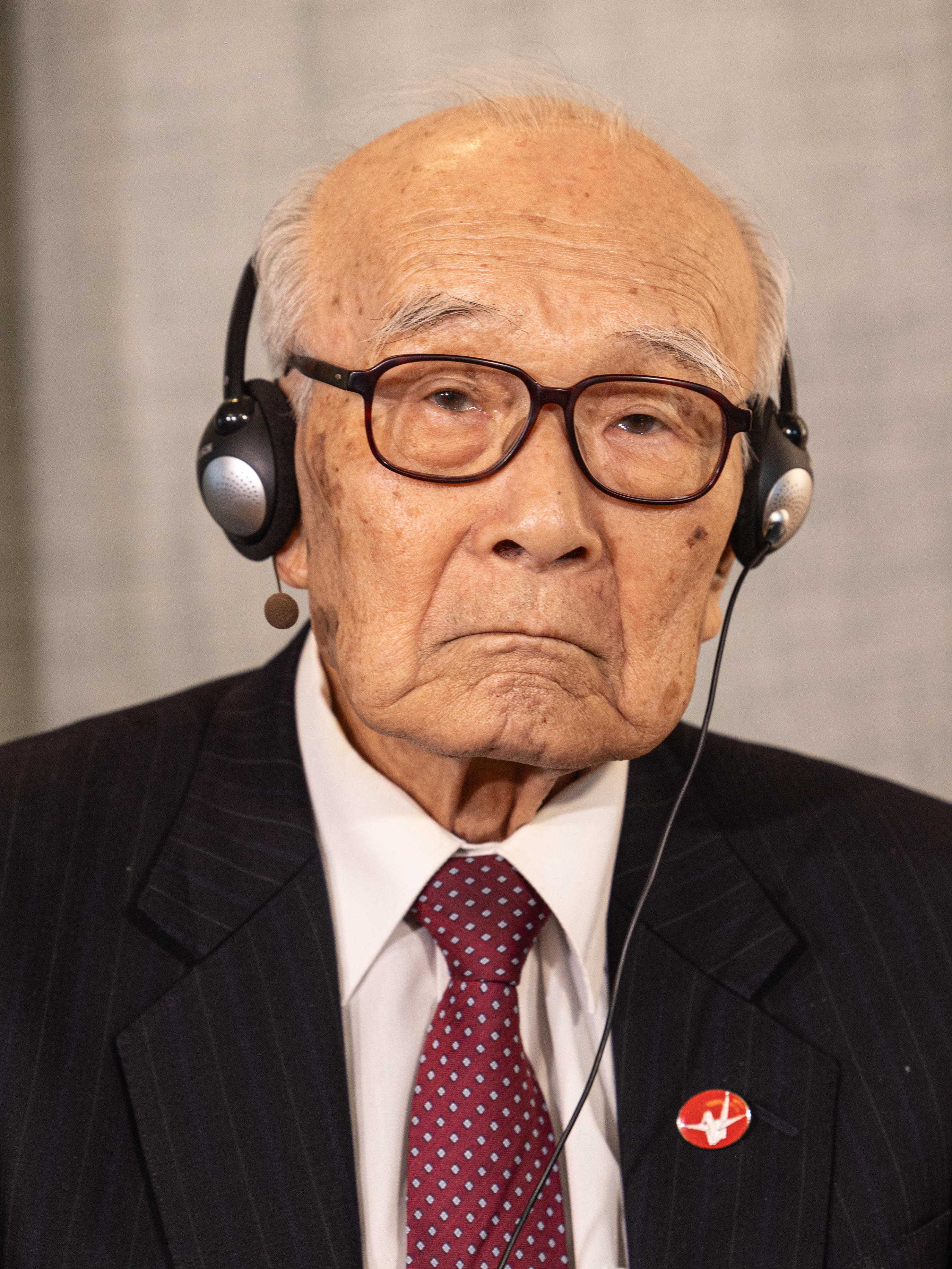
田中煕巳（日语：田中煕巳），前教授，和平運動家，於2024年諾貝爾和平獎頒獎儀式代表日本被團協致詞

- 島木健作（日语：島木健作），日本名作家
- 五島勉，日本名作家
- 阿部次郎 大正时代著名作家，文法学部教授，著有《三太郎的日记》，以大正时代的青春圣经闻名。
- 濱田隼雄，日治台灣作家，台灣文學賞得主
- 大池唯雄（日语：大池唯雄），日本小說家，1938年直木賞得主
- 津本陽（日语：津本陽），日本小說家，1978年直木賞得主
- 中村彰彦（日语：中村彰彦），日本小說家，1994年直木賞得主
- 佐藤賢一（日语：佐藤賢一），日本小說家，1999年直木賞得主
- 圓城塔，日本科幻小說家，2012年芥川賞、日本SF大賞、2013年星雲賞、2014年菲利普·K·迪克纪念奖（日本第二人）得主
- 兒玉裕一（日语：児玉裕一），日本導演
- 小田和正，日本傳奇男歌手、作曲家
- 伊坂幸太郎，推理作家，書店大獎、山本周五郎獎得主
- 瀬名秀明，日本科幻作家
- 曾根中生（日语：曽根中生），日本導演
- 鈴木健二（日语：鈴木健二），NHK播報員
- 清格爾泰，中國蒙古語族、滿—通古斯語族語言學家
- 阿部仁史（日语：阿部仁史），日本建筑学家，UCLA建筑学教授，UCLA城市建筑系主任。
- 小林久三，日本推理小说家，代表作《暗黒告知》，《皇帝のいない八月》等百本畅销书籍。
- 日垣隆，刑侦小说家，以文笔犀利闻名。
- 星亮一，历史作家，曾参与编写与倒幕运动有关的《会津若松史》。
- 井ノ部康之，小说家，福井县人，代表作《琵琶湖炎上》。
- 石川慶，日本知名电影导演，小说《愚行録》翻拍者，曾获日本电影学院奖最佳影片奖，日本电影学院奖最佳导演奖，和日本电影学院奖最佳剪辑奖等。
- 榊原光裕，日本钢琴家，仙台定禅寺爵士音乐会会长。

### 數學、經濟學與商業

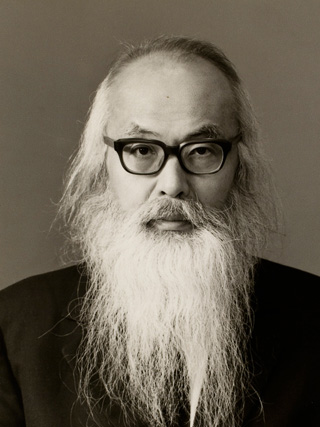
宇澤弘文，世界知名經濟學家，日本理論經濟學之父
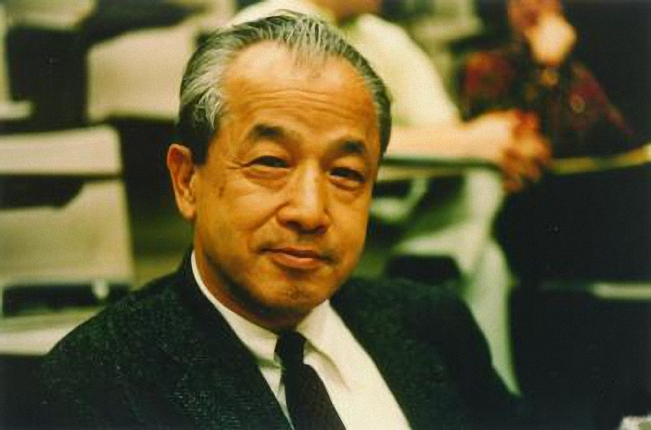
角谷靜夫（英语：Shizuo Kakutani），耶魯大學教授，提出角谷定點定理
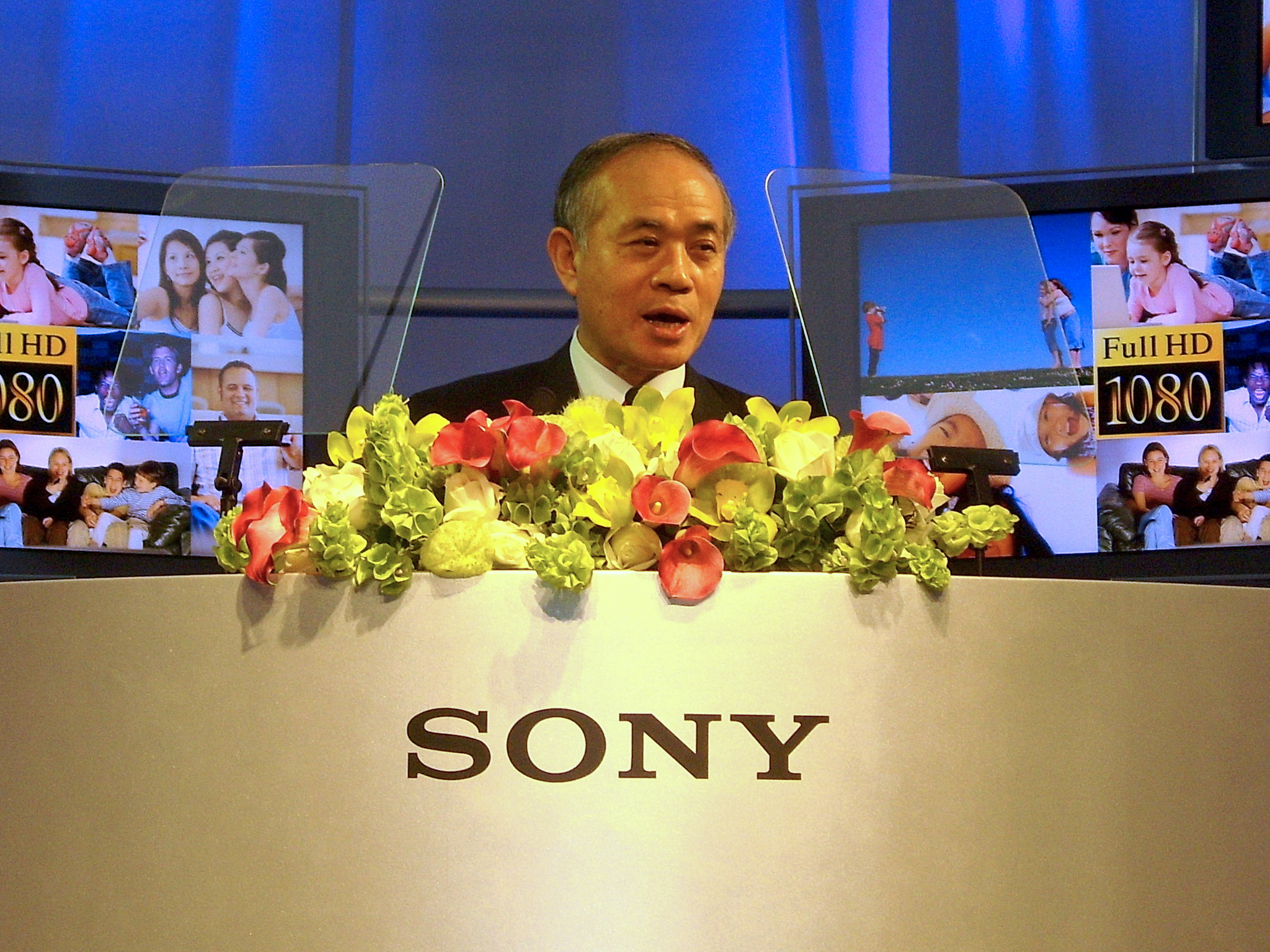
中鉢良治，日本索尼公司代表執行役（執行董事）

- 川本信彥（日语：川本信彦），本田汽車CEO
- 蘇步青，中國知名數學家，中國科學院院士，復旦大學前校長
- 陈建功，中國函數論先驅，中國科學院院士
- 金田康正，日本計算機科學家，電腦計算圓周率世界紀錄刷新者
- 林鹤一，日本数学家，教授，東北大学数学系创始人，创办《東北数学雑誌》，是二战前日本唯一一本国际数学期刊，最著名的文章是20世纪最伟大的数学家之一亚历山大·格罗滕迪克（Grothendieck）所撰写的東北論文（Tohoku Paper）。
- 佐佐木重夫（日语：佐々木重夫），知名數學家，提出Sasakian manifold
- 挂谷宗一，挂谷问题提出者，该问题1928年被别西科维奇解决；发现方程根有关的挂谷定理（Kakeya theorem）
- 可知照生 （1951-），日本实业家，JR 東海商事社长（-2018）。
- 一力一夫，实业家，原日本仙台河北新報社社长。
- 明間輝行，曾任日本東北电力社长。
- 葛西清美，日本实业家，银行家，曾任青森朝日放送初代社长。
- 池田輝彦，法学部毕业，みずほ銀行社长。
- 大田勝幸，法学部毕业，石油事業家，ENOSホールディングス会长。
- 岡田伸一 ，经济学部毕业，JFEホールディングス社長。
- 大滝令嗣，实业家，商业顾问，毕业于工学部应用物理学科，美国美世咨询日本分公司会长，原东芝半导体研究员。
- 大久保謙，実業家、三菱電機代表取締役社長、日本電気工業会会長、日本兵器工業会会長、日本電子機械会工業会会長。出身校東北大学。
- 倉井敏磨，実業家、三菱ガス化学代表取締役社長、会長、日本無機薬品協会副会長。
- 小谷昌，実業家、京浜電鉄急行社長、同社会長、日本民営鉄道協会会長、横浜新都市センター社長。
- 安斎隆，日本中央銀行家、実業家、セブン銀行初代社長。日本銀行考察局長、同理事。
- 大橋正昭，日本金属学会会长，東北大学生命科学研究所教授，工学部毕业。前爱知制钢代表董事。
- 石原俊，実業家，日産自動者社長、会長、日本自動車工業会会長。
- 池田憲人，原日本邮贮银行社长，日本邮政控股董事。

### 政治

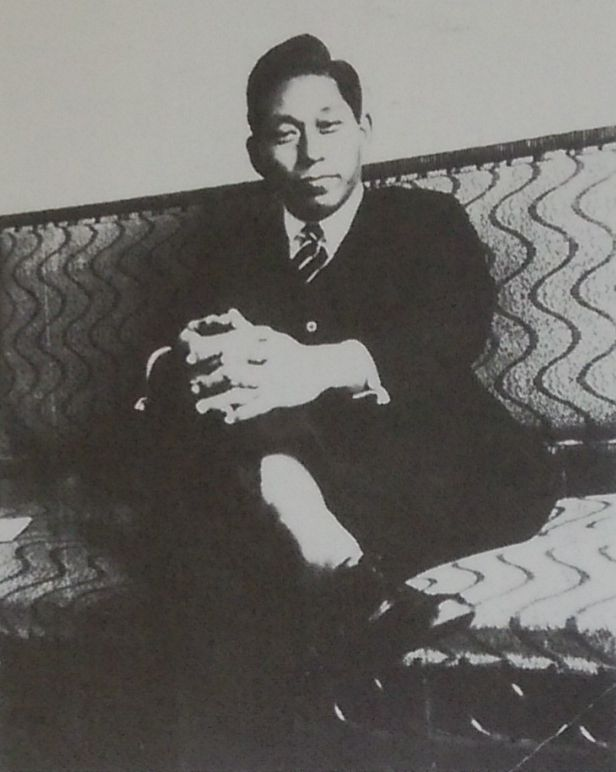
松前重義，日本政治家暨電機工程師，日本東海大學創辦人
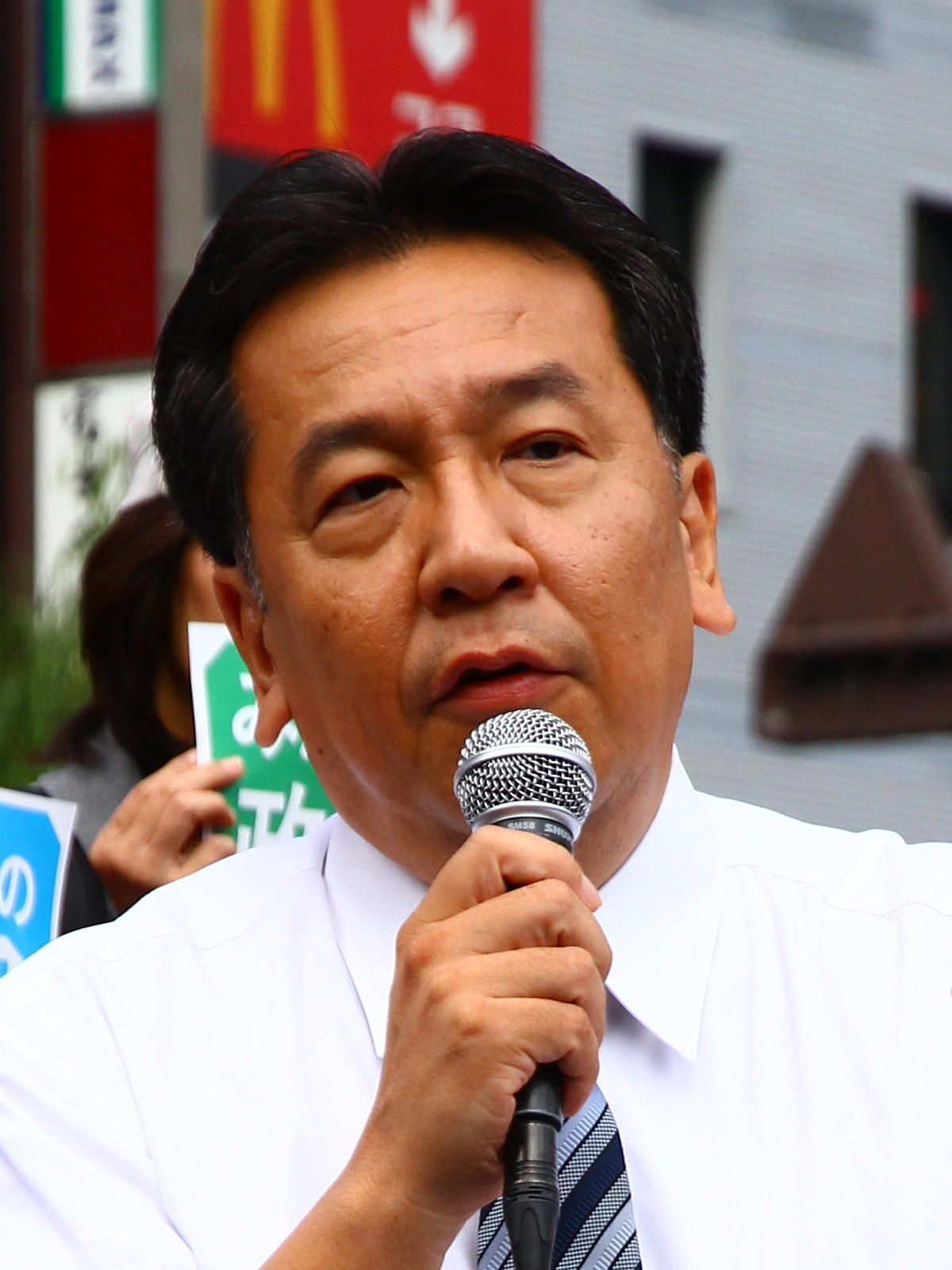
枝野幸男，日本眾議員（當選9屆）兼立憲民主黨代表（黨魁）
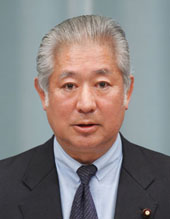
森英介，自由民主黨籍日本眾議院議員
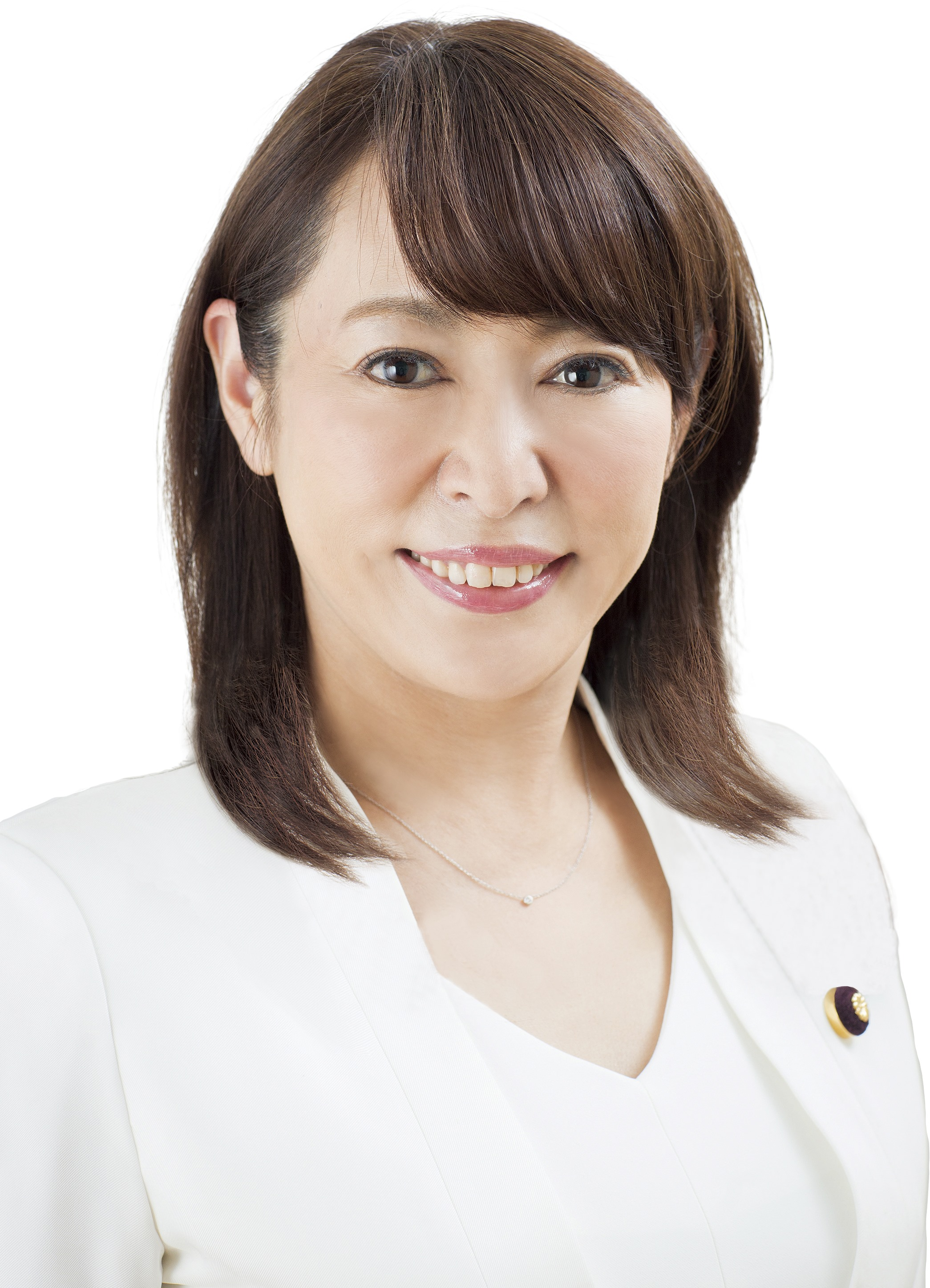
森雅子，日本法務大臣，自由民主黨籍

- 青山雅幸（日语：青山雅幸），律師，日本眾議員議員，日本維新會黨籍
- 櫻井充（日语：桜井充），醫師，日本參議院議員，自由民主黨籍
- 秋葉賢也，自由民主黨籍日本眾議院議員
- 小池晃，日本參議院議員，日本共產黨中央書記
- 佐佐木紀（日语：佐々木紀），日本參議院議員，自由民主黨籍
- 井上義久（日语：井上義久），日本眾議員議員，公明黨籍
- 奥山惠美子，仙台市知事（市長）

### 留學生
- 馬哈茂德·尼利·艾哈邁達巴德（英语：Mahmoud Nili Ahmadabadi），伊朗德黑蘭大學校長
- 馬廷英，地質學家，1929年理學部地學科卒業，1933年理學博士，台大地質學系教授和第1位地質學系主任
- 沈璿，數學家，1940年理學博士，台大第2位理學院院長兼數學系主任
- 陳發清，化學家，1951年理學博士，台大化學系教授
- 潘貫，化學家，1955年理學博士，台南高等工業學校台灣人教授，台大第3位理學院院長
- 羅銅壁，化學家，1959年理學博士，台大第9位理學院院長
- 許振榮，數學家，1941年理學部數學科卒業，1961年理學博士，台大數學系教授
- 林耀堂，化學家，1962年理學博士，台大化學系教授
- 林朝棨，地質學家，1963年理學博士，台大地質學系教授
- 王光燦，化學家，1963年理學博士，台大化學系教授
- 鄭玉瑕，化學家，1965年理學博士，台大化學系教授
- 劉得寬，法學家，1968年法學博士，政治大學法律學系教授，日本東海大學教授
- 駱永家，法學家，1970年法學博士，國立台灣大學法律學系教授
- 楊美惠，化學家，1970年理學博士，台大化學系教授
- 楊寶旺，化學家，1971年理學博士，台大化學系教授
- 陳維昭，醫學家，1973年醫學博士，台大醫學院外科教授，前台大校長
- 呂耀卿，醫學家，1977年醫學博士，台大醫學院皮膚科教授
- 吳煜宗，法學家，1997年法學博士，世新大學法學院教授
- 楊素卿，營養學家，1995年理學博士，臺北醫學大學保健營養學系教授
- 陳俊榮，營養學家，1995年理學博士，臺北醫學大學保健營養學系教授，台北駐日本經濟文化代表處科技組長

## 外部連結
- 東北大学（页面存档备份，存于）